# Maria Theresia

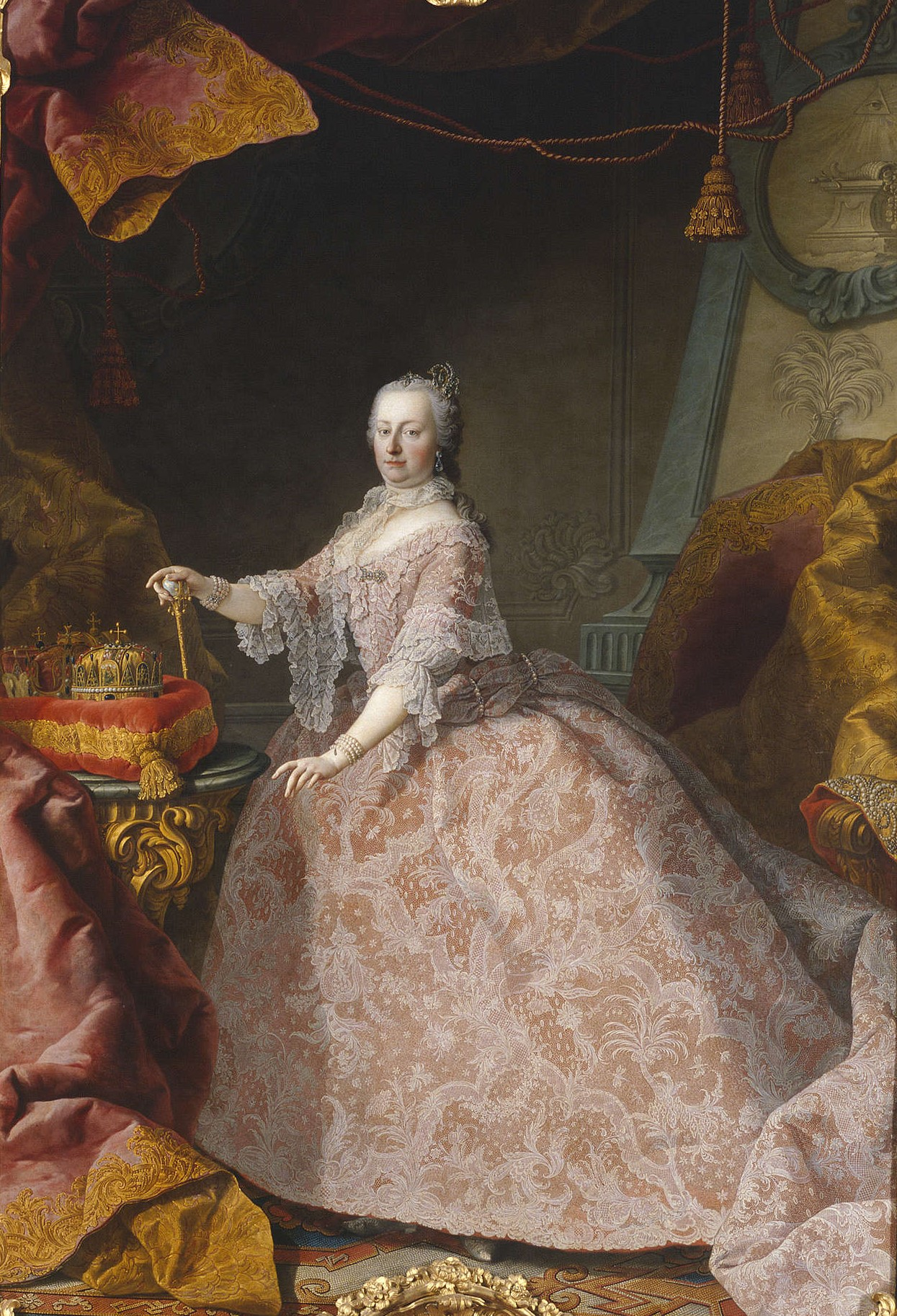
Porträt Maria Theresias, das sie als „erste Dame Europas“ in einem kostbaren Kleid aus Brabanter Klöppelspitze zeigt. Zu ihrer Rechten liegen die ungarische Stephanskrone, die böhmische Wenzelskrone und der österreichische Erzherzogshut als Symbole ihrer Macht und Würde (Gemälde von Martin van Meytens, um 1752).

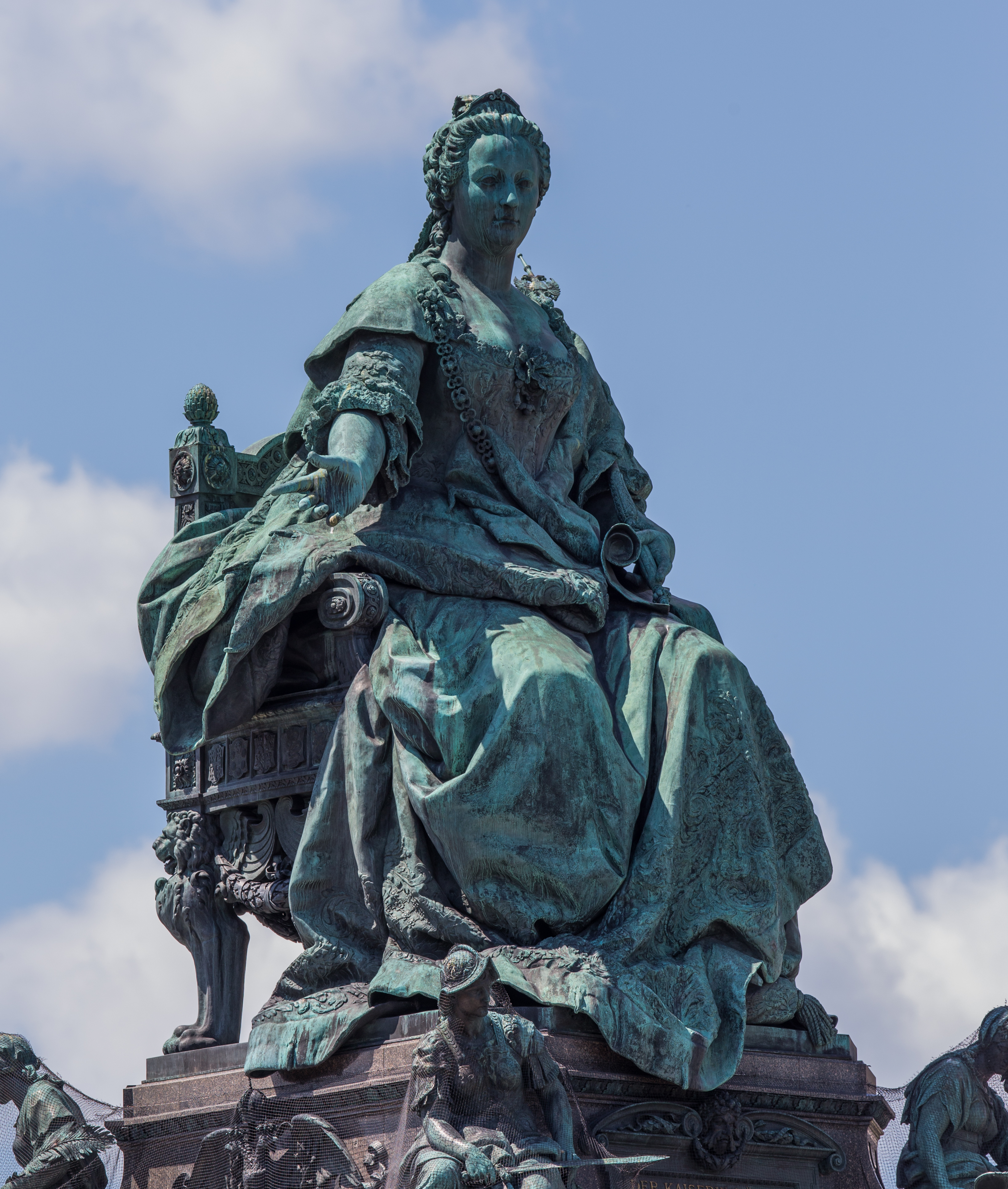
Maria-Theresien-Denkmal, Wien, entworfen von Caspar von Zumbusch (errichtet 1874–1888)

Maria Theresia, mit vollem Namen Maria Theresia Walburga Amalia Christina von Österreich (* 13. Mai 1717 in Wien; † 29. November 1780 ebenda) war eine Fürstin aus dem Hause Habsburg. Die von 1740 bis zu ihrem Tod regierende Erzherzogin von Österreich und Königin u. a. von Ungarn (mit Kroatien) und Böhmen zählte zu den prägenden Monarchen der Ära des aufgeklärten Absolutismus. Nach dem Tod des Wittelsbachers Karl VII. 1745 erreichte sie die Wahl und Krönung ihres Gatten Franz I. Stephan zum römisch-deutschen Kaiser. Ohne eigene Hausmacht und ohne nennenswerte militärische oder politische Begabung widmete sich Franz Stephan vor allem der finanziellen Absicherung der kaiserlichen Familie, worin er sehr erfolgreich war. Die Regierungsgeschäfte der Habsburgermonarchie führte seine Frau allein. Wie jede Gattin eines Kaisers wurde sie, obwohl selbst nicht gekrönt, als Kaiserin tituliert.
Maria Theresia musste unmittelbar nach Antritt der Herrschaft den Österreichischen Erbfolgekrieg bestehen. Zwar büßte sie 1748 im Frieden von Aachen den größten Teil Schlesiens und die Grafschaft Glatz an Friedrich II. von Preußen sowie die Herzogtümer Parma und Piacenza und Guastalla an Philipp, Infant von Spanien, ein, konnte aber alle weiteren Habsburger-Besitzungen wahren. In der Folge betrieb sie eine umfassende Reformpolitik in verschiedenen Bereichen. Dazu gehörten die Staatsorganisation, das Justiz- und das Bildungswesen. In der Wirtschaftspolitik verfolgte sie eine neuere Form des Merkantilismus. Im Sinne des aufgeklärten Absolutismus wurde die Bedeutung der Stände und partikularen Kräfte zurückgedrängt und dadurch der Zentralstaat gestärkt. Außenpolitisch suchte Maria Theresia den Ausgleich mit Frankreich. Nach dem Siebenjährigen Krieg musste sie endgültig auf Schlesien verzichten. Im Zuge der Ersten Polnischen Teilung erwarb sie Galizien.
Nach dem Tod ihres Ehemannes 1765 machte sie ihren Sohn Joseph II., der bereits als designierter Nachfolger des Vaters 1764 zum römisch-deutschen König gekrönt worden war, zum Mitregenten in den habsburgischen Erblanden. Allerdings erwies sich aufgrund unterschiedlicher politischer Vorstellungen die Zusammenarbeit zwischen Mutter und Sohn als relativ schwierig. Joseph II. war der erste Monarch des durch seine Eltern begründeten Hauses Habsburg-Lothringen, das bis 1918 regierte.

## Leben

### Frühe Jahre

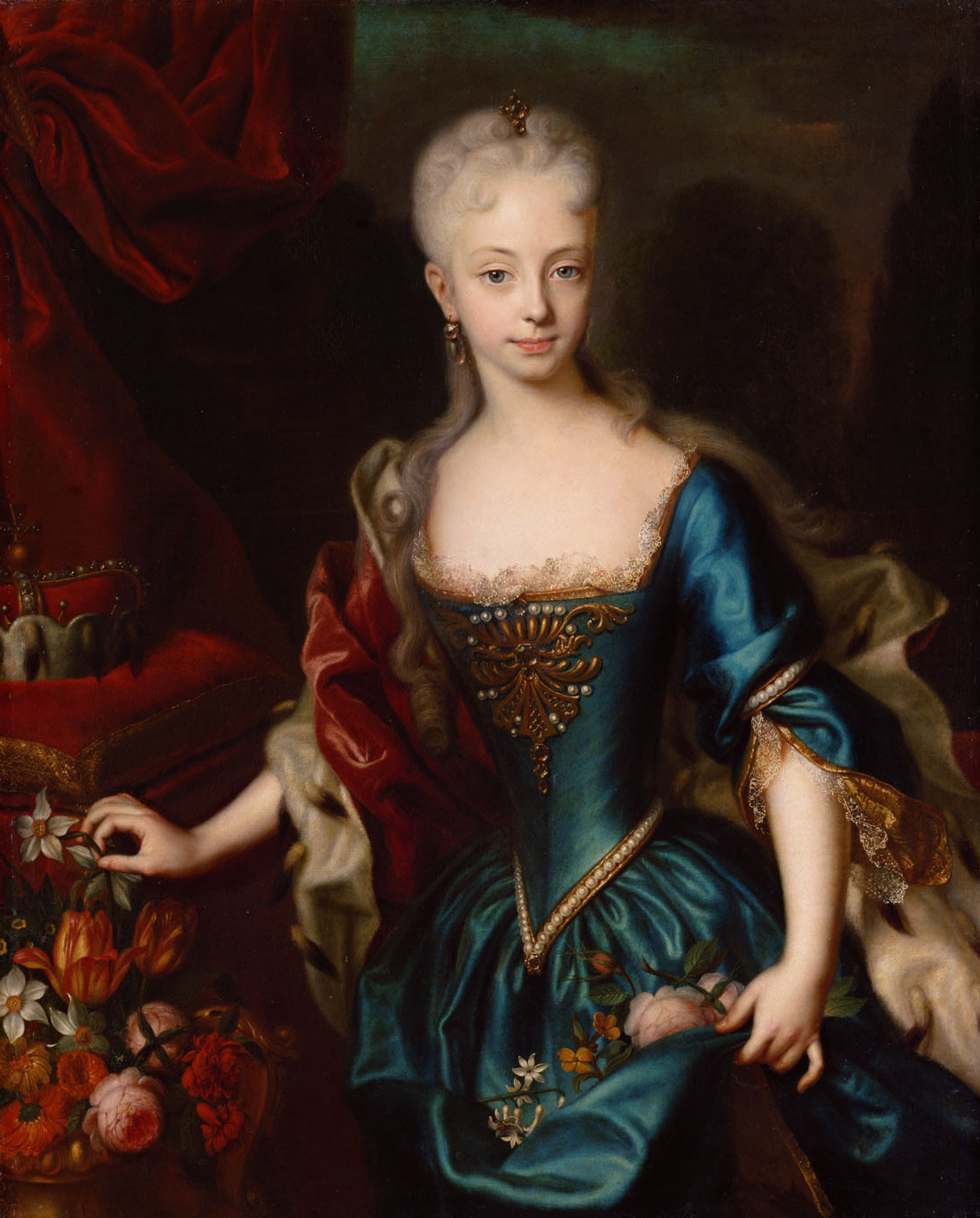
Andreas Möller: Die Erzherzogin Maria Theresia etwa im Alter von elf Jahren, um 1728 (Kunsthistorisches Museum, Wien)

Erzherzogin Maria Theresia Walburga Amalia Christina von Österreich wurde am 13. Mai 1717 als zweites Kind von Kaiser Karl VI. und seiner Gemahlin Elisabeth Christine von Braunschweig-Wolfenbüttel in Wien geboren. Ihr älterer Bruder Leopold Johann war 1716 geboren und noch im selben Jahr gestorben. So verblieb Maria Theresia als älteste von drei Töchtern Kaiser Karls VI., der damit der letzte männliche Nachkomme des österreichischen Zweiges des Hauses Habsburg war.
Um die auf dem europäischen Festland (anders in England und Skandinavien) nach salischem Erbfolgerecht (Lex Salica) unübliche weibliche Erbfolge zu sichern, hatte Karl VI. schon 1713 die Pragmatische Sanktion erlassen. Diese bestimmte zum einen, dass das Land nicht durch Vererbung gespalten werden durfte, und zum anderen, dass seine älteste Tochter im Falle des Fehlens eines männlichen Thronfolgers seine Nachfolge antreten konnte. Er hob so die Erbfolge des Salischen Gesetzes auf, welche die Nachfolge von Töchtern ausschloss.
Maria Theresia erhielt die übliche gute Erziehung für weibliche Nachkommen des Erzhauses, wurde jedoch nicht explizit auf die Rolle einer Thronfolgerin vorbereitet. Ihre Amme und Erzieherin (Aja) war Gräfin Karoline von Fuchs-Mollard, genannt die Füchsin, die nach dem Tod ihres Mannes Christoph Ernst Graf Fuchs im Jahr 1728 die Aja der beiden Erzherzoginnen Maria Theresia und Maria Anna wurde. Wie bedeutend Karoline von Fuchs-Mollard war, wird daran deutlich, dass sie als einzige Nichthabsburgerin in der Kapuzinergruft bestattet wurde.
Maria Theresias Erziehung konzentrierte sich vor allem auf religiöse Themen, was ihre späteren Entscheidungen wesentlich beeinflusste. Dass sie Religion als wichtig ansah, verband sie mit ihren Vorgängern und unterschied ihre Politik von der ihrer beiden Nachfolger. Die traditionell gute sprachliche Ausbildung umfasste Unterricht in lateinischer, italienischer und französischer Sprache. War noch unter Leopold I. Italienisch die bevorzugte Sprache im Kaiserhaus, zog Maria Theresia das Französische vor und verkehrte auch mit ihren Kindern vor allem auf Französisch. Die Mängel ihrer Erziehung beschrieb Maria Theresia selbst in ihren politischen Denkschriften 1750 und 1755: „Die zu Beherrschung so weit schichtiger und verteilter Länder erforderliche Erfahrung und Kenntnis um so weniger besitzen zu können, als mein Herrn Vattern niemals gefällig ware, mich zur Erledigung weder aus auswärtigen noch inneren Geschäften beizuziehen noch zu informieren: so sahe mich auf einmal zusammen von Geld, Truppen und Rat entblößet.“

### Heirat und Familie

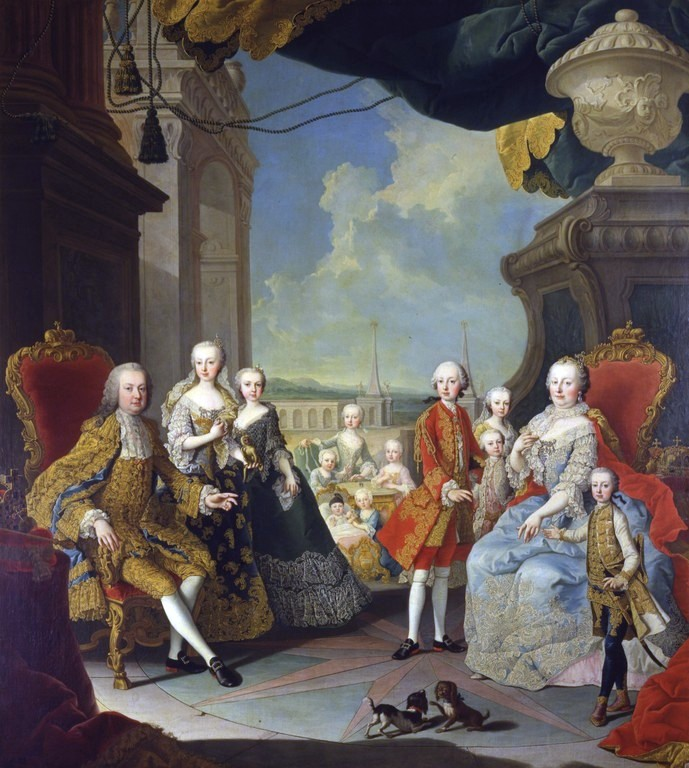
Martin van Meytens: Maria Theresia von Österreich und Franz Stephan von Lothringen im Kreise ihrer Kinder (um 1754; Schloss Schönbrunn, Wien). Der zukünftige Joseph II. steht mitten im Stern.

Angesichts des bevorstehenden Erbes wurde die Frage der Vermählung Maria Theresias ein wichtiges Thema der europäischen Politik. Verschiedene Heiratskandidaten wurden erwogen. Dazu zählte ein Sohn Philipps V. von Spanien, der spätere Karl III. von Spanien, mit der Aussicht, Spanien wieder mit Österreich zu verbinden. Dagegen sprachen sich Großbritannien und die Niederlande aus, die eine Störung des Mächtegleichgewichts befürchteten und deswegen nur einen Gatten aus einem weniger mächtigen Haus akzeptieren wollten. Eine andere, besonders von Prinz Eugen favorisierte Möglichkeit wäre ihre Vermählung mit dem Erben des bayerischen Kurfürstentums gewesen. Schließlich wurde die Entscheidung von Maria Theresia selbst getroffen, nämlich für ihre Vermählung mit Franz Stephan von Lothringen. Er lebte schon lange am Wiener Hof, Maria Theresia kannte und mochte ihn, und auch Kaiser Karl war nicht abgeneigt. Die Heirat fand am 12. Februar 1736 in Wien in der Augustinerkirche statt. Im Rahmen der europäischen Gleichgewichtspolitik musste Franz Stephan auf seine Herzogtümer Lothringen und Bar verzichten, erhielt aber die Anwartschaft auf das nach dem zu erwartenden Aussterben der Medici freie Großherzogtum Toskana (1738).
Das Paar verband eine tiefe Zuneigung, auch weil sie sich bereits vor der Ehe schätzten. Die Ehe war durchaus glücklich, obwohl Franz Stephan verschiedene Affären hatte. Zu seinen Favoritinnen zählten unter anderem Gräfin Colloredo, die Frau des Vizekanzlers, Gräfin Palffy, eine Hofdame seiner Gattin, und Fürstin Maria Wilhelmina von Auersperg, eine Tochter seines Erziehers und Freundes Graf Wilhelm Reinhard Neipperg. Aus der ehelichen Beziehung gingen 16 Nachkommen hervor. Unter ihnen waren die beiden zukünftigen Kaiser Joseph II. und Leopold II., der Kölner Kurfürst Maximilian Franz und Marie-Antoinette, die durch ihre Heirat mit Ludwig XVI. Königin Frankreichs wurde. Maria Theresia umsorgte ihre Kinder teilweise überfürsorglich. Dies schloss ein strenges Schulungsprogramm nicht aus, welches die Mutter persönlich für ihre große Kinderschar ausarbeitete. Der Stundenplan umfasste Tanzstunden, Theateraufführungen, Geschichte, Malen, Rechtschreibung, Staatskunde, ein wenig Mathematik und das Lernen von Fremdsprachen. Die Mädchen wurden zudem in Handarbeiten und in der Konversation unterwiesen.

### Regierungsübernahme

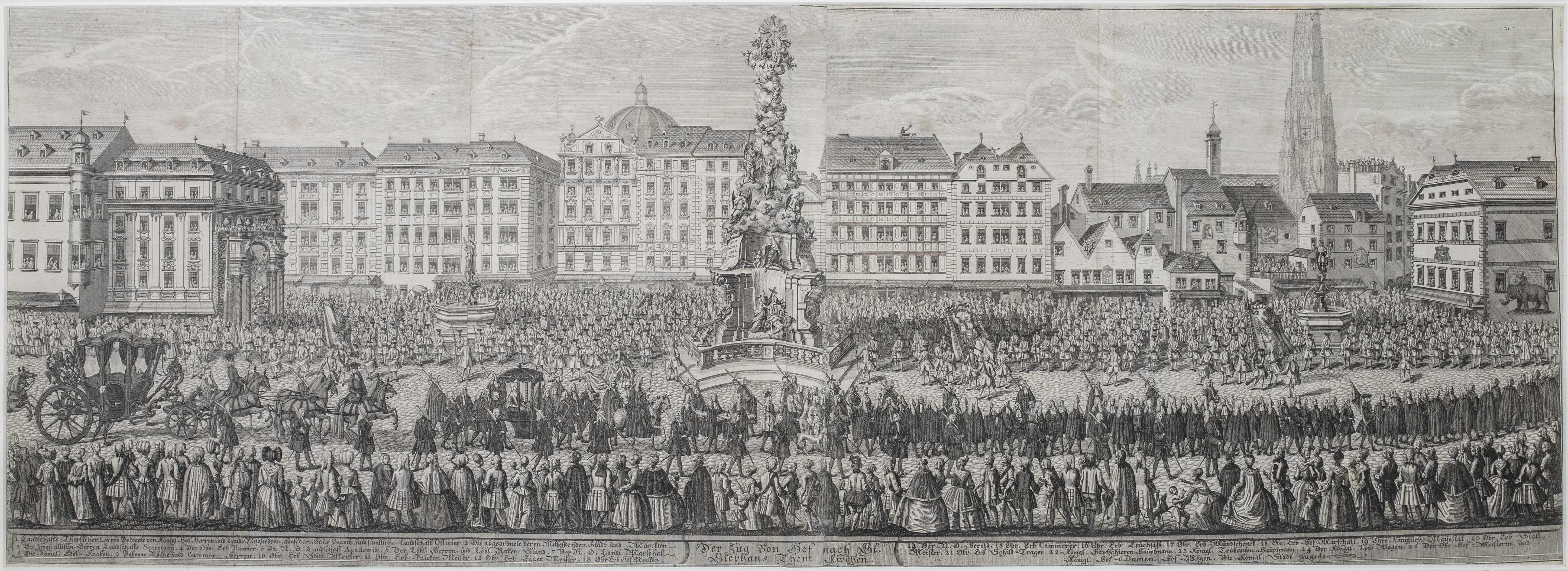
Krönungszug von der Hofkirche zum Stephansdom zu Ehren Maria Theresias am 22. November 1740

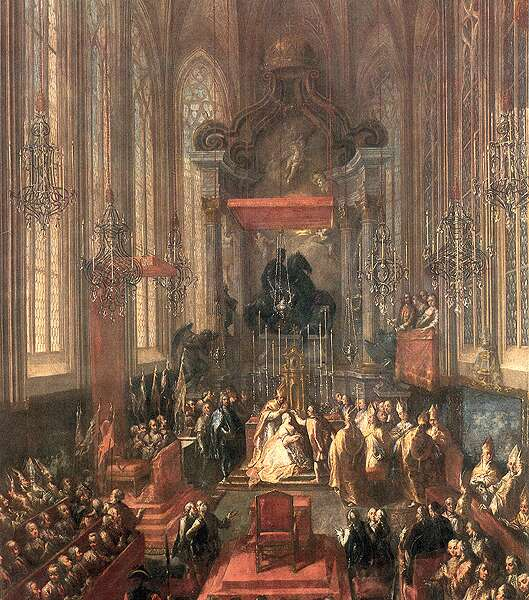
Ungarische Königskrönung im Martinsdom zu Pressburg am 25. Juni 1741

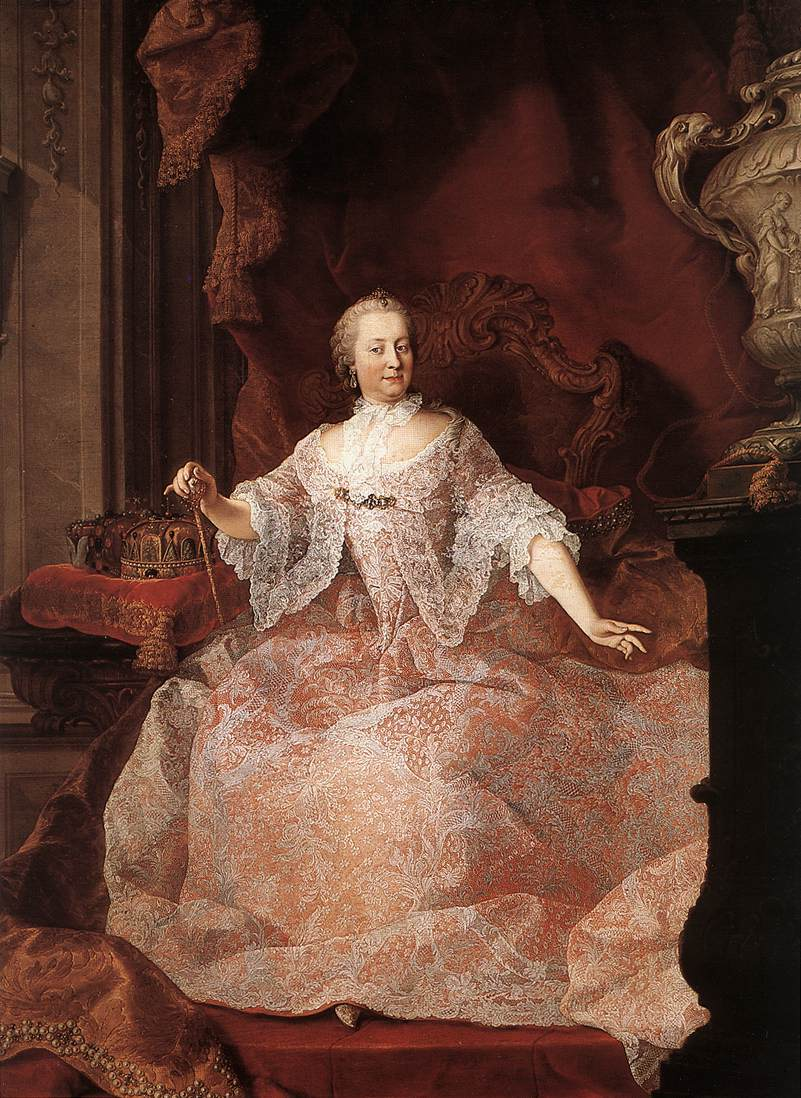
Maria Theresia als gefürstete Gräfin von Flandern zu Besuch in Gent (Öl auf Leinwand, erstellt von ihrem Hofmaler Martin van Meytens)

Nach dem Tode ihres Vaters im Jahre 1740 war Maria Theresias Nachfolge auf den Thron trotz des Anrechts darauf, das sie durch die Pragmatische Sanktion erhielt, gefährdet. Zu Beginn ihrer Regierung stützte sich Maria Theresia weiter auf den Beraterstab ihres Vaters, der unter anderem den Obersthofkanzler Philipp Ludwig Wenzel von Sinzendorf, den Hofkammerpräsidenten Thomas Gundacker Graf von Starhemberg und den Konvertiten und Geheimen Staatssekretär Johann Christoph Freiherr von Bartenstein umfasste. Maria Theresia äußerte sich rückblickend nicht sehr positiv über die meisten ihrer Berater: „Alle meine Mitarbeiter ließen, statt mir Mut zuzusprechen, diesen gänzlich sinken, taten sogar, als ob die Lage gar nicht verzweifelt wäre. Ich allein war es, die in allen diesen Drangsalen noch am meisten Mut bewahrte, im kindlichen Vertrauen und oftmaligen Gebet Gottes Beistand anrief.“ Bartenstein indessen nahm sie ausdrücklich von dieser Kritik aus, betonte sogar, „daß ihme allein schuldig die Erhaltung dieser Monarchie. Ohne seiner wäre Alles zu Grund gegangen.“

### Österreichischer Erbfolgekrieg
Obwohl ihr Vater alles versucht hatte, der Pragmatischen Sanktion in Europa Anerkennung zu verschaffen, wurde diese nach seinem Tod in Frage gestellt. Zwar wurde Maria Theresia 1741 zum „König von Ungarn“ und 1743 zum „König von Böhmen“ gewählt (die Ämter behielten unabhängig vom Geschlecht ihre Bezeichnungen), doch das Haus Wittelsbach begründete seinen Erbanspruch auf Österreich auf ein Testament von Ferdinand I. aus dem Jahr 1543. Die sächsische Dynastie meldete Ansprüche auf die böhmische Krone und Kurwürde an. Auch der Preußenkönig Friedrich II. berief sich auf alte Überlieferungen, um seinen Anspruch auf Teile Schlesiens zu legitimieren. Aber vor allem sah er die unsichere Lage in Österreich als günstig an, um seinem Reich Schlesien hinzuzufügen. Auch Frankreich neigte zum Krieg gegen Österreich.
Maria Theresias unsichere Lage als Thronerbin ausnutzend, begann Friedrich II. von Preußen noch im Jahre des Todes Karls VI. durch den Einmarsch in Schlesien den Ersten Schlesischen Krieg, der bis 1742 dauerte. Gleichzeitig musste Maria Theresia den Österreichischen Erbfolgekrieg bestehen. Ihr gegenüber standen Bayern, Spanien, Sachsen, Frankreich, Schweden, Neapel, die Kurpfalz und Kurköln, deren Herrscher alle Anspruch auf mindestens Teile des Reiches geltend machten. Unterstützung fand Maria Theresia nur durch ihre Verbündeten Großbritannien und die Niederlande. Ihr Ehemann trat schon zu Kriegsbeginn für einen Ausgleich ein. Doch trotz der für sie verzweifelten Lage hat Maria Theresia, wie sie später schrieb, „herzhaft agieret, alles hazadieret und alle Kräfte angespannt.“ Durch diese unterschiedliche Herangehensweise drängte sie Franz Stephan in dieser Zeit weitgehend ins politische Abseits.
Ein Lichtblick für sie war, dass aus Anlass ihrer Krönung zum Rex Hungariae (also zum König; da eine weibliche Funktionsbezeichnung nicht vorgesehen war, hätte Königin die Ehefrau eines männlichen Königs bedeutet) die ungarischen Stände ihr eine Unterstützung von 20.000 Soldaten zusagten.
Im Heiligen Römischen Reich Deutscher Nation sah die Sache indes anders aus. Erstmals seit Jahrhunderten konnte sich das Haus Habsburg bei der Kaiserwahl nicht durchsetzen, da weibliche Amtsinhaber nicht üblich waren. Stattdessen wurde der Wittelsbacher Karl VII. gewählt. Seine tatsächliche Macht war allerdings trotz der Kaiserwürde gering. Bereits einen Tag nach seiner Kaiserkrönung in Frankfurt am Main im Februar 1742 wurde seine Hauptstadt München von den österreichischen Truppen erobert. Maria Theresia musste im selben Jahr im Frieden von Breslau Schlesien und die Grafschaft Glatz an Preußen abtreten. Der eigentliche Erbfolgekrieg war damit noch nicht beendet.
1743 gelang es den Truppen Maria Theresias, Prag von den die Bayern unterstützenden Franzosen zu befreien. Am 12. Mai dieses Jahres ließ sich Maria Theresia im Veitsdom zur böhmischen Königin krönen. Die Krönung nahm auf ihren Wunsch hin der Olmützer Erzbischof Jakob Ernst von Liechtenstein-Kastelkorn vor. 1744 griff Friedrich II. von Preußen erneut an und brach den ein Jahr andauernden Zweiten Schlesischen Krieg vom Zaun. Nach preußischen Siegen musste Maria Theresia 1745 im Vertrag von Dresden den Verlust von Schlesien bestätigen. Der Österreichische Erbfolgekrieg selbst verlief damit wenig erfolgreich, allerdings hatte die österreichische Seite auch keine schweren Niederlagen hinzunehmen.
Ein politischer Erfolg war nach dem Tod Karls VII. 1745 die Durchsetzung der Wahl von Franz Stephan zum Kaiser des Heiligen Römischen Reiches Deutscher Nation. Maria Theresia nannte sich von da an auch „Römische Kaiserin“, ließ sich aufgrund ihrer mehrfachen eigenen Königswürde indessen nicht formal zu einer solchen krönen, obwohl dies für Kaisergattinnen seit der Krönung Kunigundes im Jahr 1014 Brauch war.
Der Erbfolgekrieg endete 1748, nachdem beide Seiten keine entscheidenden militärischen Erfolge erzielen konnten, mit dem Frieden von Aachen. Maria Theresia musste dabei noch einmal den Verlust Schlesiens bestätigen, und das Habsburgerreich verlor außerdem die Herzogtümer Parma und Piacenza und Guastalla an den spanischen Infanten Philipp von Chinchón. Trotz der starken Bedrohung war es Maria Theresia damit gelungen, sich als rechtmäßige Thronerbin Karls VI. zu behaupten.

### Reformpolitik

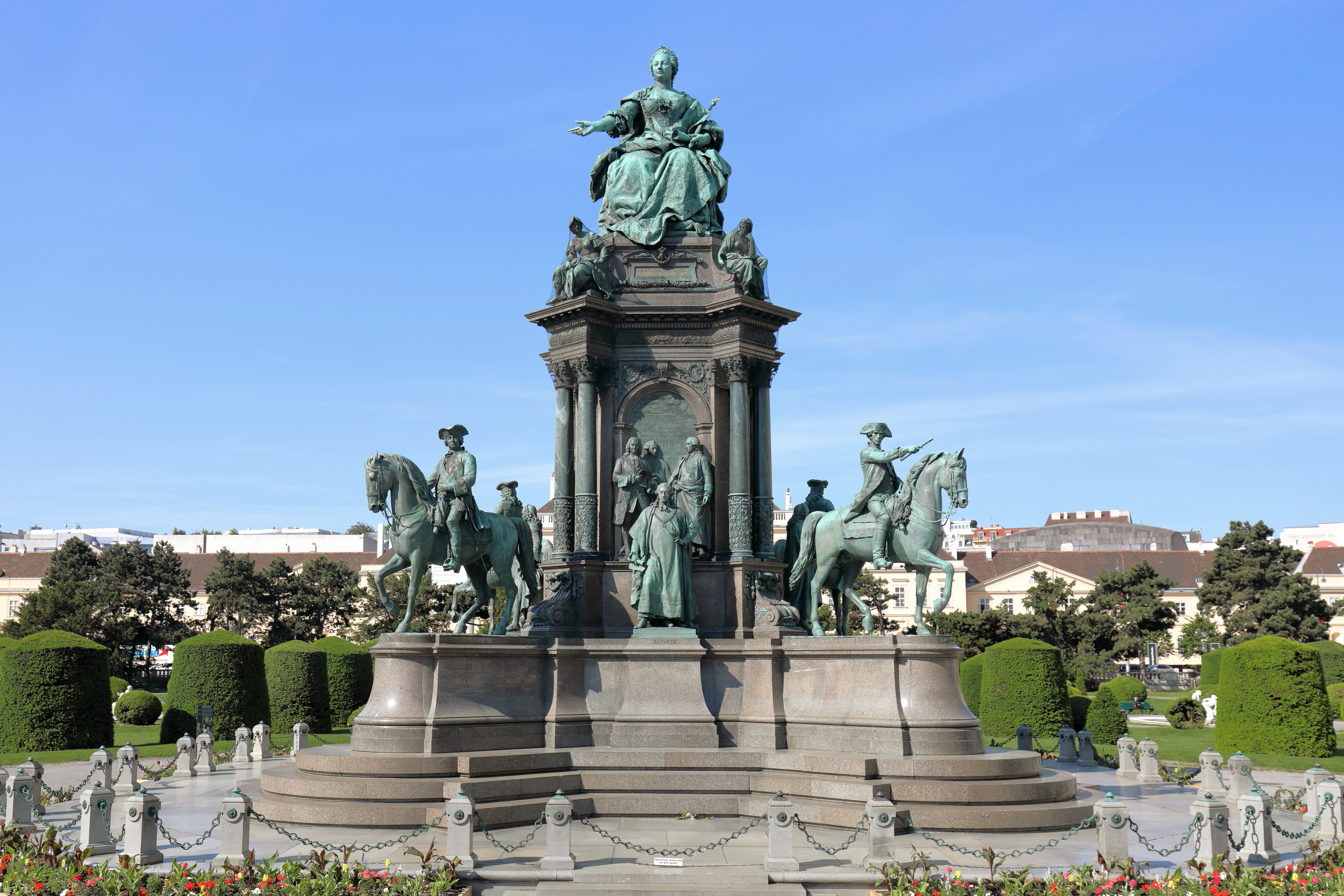
Das Maria-Theresien-Denkmal in Wien zeigt die Kaiserin umgeben von ihren wichtigsten Beratern wie Staatskanzler Fürst Wenzel Anton von Kaunitz-Rietberg, Staatsminister Graf Friedrich Wilhelm von Haugwitz, Fürst Josef Wenzel I. von Liechtenstein und dem Arzt Gerard van Swieten

Noch während des Krieges richtete Maria Theresia ihr Augenmerk auf innere Reformen. Ihre weitreichenden Änderungen wurden unter dem Namen „Theresianische Staatsreform“ bekannt. Der eigentliche Planer war anfangs der Verwaltungsbeamte Friedrich Wilhelm von Haugwitz, seit den 1760er Jahren spielte Staatskanzler Wenzel Anton Kaunitz eine immer stärkere Rolle. Zu nennen sind auch der Kameralwissenschaftler Joseph von Sonnenfels und der Mediziner und (wie Anton de Haen) Leibarzt Maria Theresias Gerard van Swieten als Reformator der Universität Wien.
Die Kaiserin scheute sich nicht, bei ihren Reformen auch von Preußen zu lernen. Dies gilt etwa für eine von den Ständen losgelöste Verwaltung, für die Militärreform und für die Bildungspolitik. Getragen war die Politik vom Geist des aufgeklärten Absolutismus. Maria Theresia selbst schrieb: „So ist ein Landesfürst schuldig, zu Aufnahme oder Erleichterung seiner Länder und Unterthanen wie auch deren Armen, alles anzuwenden, keineswegs aber mit Lustbarkeiten, Hoheiten und Magnifizenz die einhebenden Gelder zu verschwenden.“
Ein roter Faden ihrer Reformpolitik war, dass an Stelle der überkommenen und zersplitterten ständischen Einrichtungen ein zentraler, absolutistisch regierter Staatsapparat treten sollte. Tatsächlich wurde die Bedeutung der Stände und das Mitspracherecht des Adels in den Erbländern während ihrer Regierungszeit immer weiter zurückgedrängt und beschränkte sich schließlich im Wesentlichen auf die grundherrlichen Rechte.

#### Staatsorganisation
Am Anfang ihrer Reformen stand im Jahr 1742 die Schaffung der Haus-, Hof- und Staatskanzlei als Behörde mit vor allem außenpolitischen Kompetenzen. Die eigentliche Reformpolitik setzte dann nach dem Ende des Österreichischen Erbfolgekrieges ein, unter anderem auch, da angesichts der hohen Kriegskosten die Reform der Staatsfinanzen besonders dringlich war, weshalb Maria Theresia die Erhebung zusätzlicher Steuern für die Regierung und das Militär verkündete. Damit begann eine grundlegende Neuordnung des österreichischen Steuerwesens. Die nunmehr allgemeine Steuerpflicht erfasste erstmals auch Adel und Klerus. Als Basis der Besteuerung wurde ein allgemeiner Kataster eingeführt („Theresianischer Kataster“), der auch für die Finanz- und Wirtschaftspolitik Bedeutung hatte.
Im Jahr 1749 wurde das Directorium in publicis et cameralibus gegründet. Es hatte politische und finanzielle Kompetenzen, die zuvor bei der Hofkammer lagen. Die Österreichische und die Böhmische Hofkanzlei gingen in der neuen Zentralbehörde auf, was die Regierung zentralisierte und stärkte. Unterhalb der Zentralbehörden wurden in einer hierarchischen Struktur untergeordnete Instanzen geschaffen. Für die einzelnen Länder, mit Ausnahme der Österreichischen Niederlande und Ungarns, wo sich die bisherigen ständischen Einrichtungen halten konnten, wurden oberste Behörden und darunter eine Kreisorganisation geschaffen. Diese diente auch als gewisser Schutz der Bauern vor der Willkür der Grundherren. Die Kompetenzen des Direktoriums nahmen weiter zu und umfassten ab 1756 auch die Rechte des Generalkriegskommissariats. Auf Dauer erwies sich die Zentrale aber als zu schwerfällig, so dass 1761 die Zuständigkeit für die Finanzverwaltung wieder ausgegliedert wurde. Die Behörde wurde in Österreichische und Böhmische Hofkanzlei umbenannt.
Unter dem Einfluss von Kaunitz wurde ein Staatsrat eingerichtet. Dieser sollte der Beratung der Herrscher dienen, konnte aber auch Anträge an jene stellen. Dem Staatsrat gehörten drei Mitglieder des Herrenstandes und drei Mitglieder des Ritterstands oder Gelehrte an.

#### Heeresreform
Der Verlauf des Österreichischen Erbfolgekrieges hatte deutlich gemacht, dass die Armee reformbedürftig war. Maria Theresia verdoppelte die Stärke ihrer Armee und es wurde eine Heeresreform betrieben. Die Reform wurde vor allem von Leopold Joseph von Daun, Karl Alexander von Lothringen und Joseph Wenzel von Liechtenstein geplant. Dabei wurde aus der bislang kaiserlichen Armee ein österreichisches Heer. Die preußische Armee, im Österreichischen Erbfolgekrieg Gegner, wurde zum wichtigen Vorbild. 1751 ließ Maria Theresia in Wiener Neustadt die Theresianische Militärakademie errichten.
Die reguläre Armee hatte eine Sollstärke von 108.000 Mann. Darin eingerechnet waren noch nicht die Grenzsoldaten an der Militärgrenze in Südosteuropa mit zirka 40.000 Mann. Im Siebenjährigen Krieg zeigte sich, dass die Qualität der Armee deutlich besser geworden war. Aus Anlass der siegreichen Schlacht bei Kolin im Jahr 1758 stiftete die Herrscherin den Maria-Theresia-Orden. Als ziviles Gegenstück galt ab 1764 der Sankt-Stephan-Orden.

#### Justizreformen

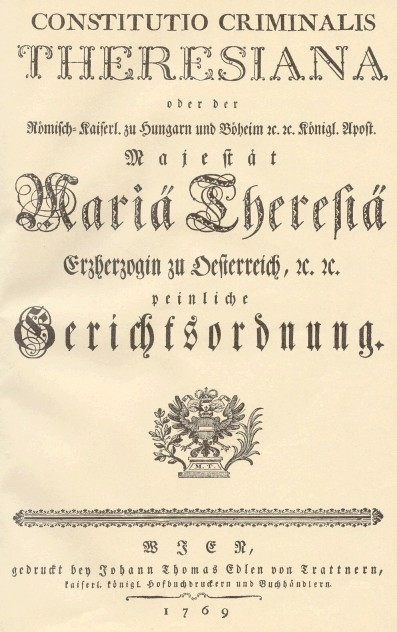
Titelblatt der Constitutio Criminalis Theresiana

In Maria Theresias Zeit fielen bedeutende Reformen des Justizwesens. Die Organisation des Reichshofrates wurde verbessert und die Monarchin schuf ein Höchstgericht, dessen Aufgabe es war, das Recht in den österreichischen Landen aufrechtzuerhalten. Die Patrimonialgerichtsbarkeit der Grundherren wurde stark eingeschränkt, ebenso die Kompetenzen vieler Stadtgerichte. Der Zentralisierung des Staates entgegen standen die unterschiedlichen Formen der Rechtsprechung in den verschiedenen Territorien. Maria Theresia ließ die Rechte der Länder im 1769 veröffentlichten Codex Theresianus sammeln. Auf dieser Grundlage sollte eine Rechtsvereinheitlichung vorgenommen werden. Sie führte mit der Constitutio Criminalis Theresiana erstmals ein einheitliches Strafrecht für alle Habsburger Länder – ausgenommen Ungarn – ein. Inhaltlich war es ganz vom überkommenen Recht geprägt. Aufklärung oder Naturrecht spielten noch keine Rolle. Erst 1776 unter dem Einfluss ihres Sohnes Joseph wurde die Folter abgeschafft.

#### Bildungspolitik
Eine wichtige Rolle spielte die Bildungspolitik. Eine bedeutende Rolle übernahm der schlesische Augustiner-Abt Johann Ignaz von Felbiger, der von Friedrich II. nach Österreich geschickt worden war. Im Jahr 1760 wurde mit der „Studien- und Bücher-Zensur-Hofkommission“ eine zentrale Behörde für die Bildungspolitik geschaffen. Maria Theresia regelte den Schulbetrieb durch Einführung der generellen Unterrichtspflicht in der Allgemeinen Schulordnung für die deutschen Normal-, Haupt und Trivialschulen in sämmtlichen Kayserlichen Königlichen Erbländern (unterzeichnet am 6. Dezember 1774). Auf dem Land wurden einklassige Volksschulen für die sechs- bis zwölfjährigen Kinder eingerichtet.
Zu den grundlegenden Kenntnissen gehörten die Religion, das Lesen geschriebener und gedruckter Texte, die Kurrentschrift, die Rechenkunst in fünf Species, sowie Anleitung zu Rechtschaffenheit und Wirtschaft. In den (dreiklassigen) Hauptschulen waren weiter vorgesehen: schriftlicher Aufsatz, Geometrie, Haushaltungskunde, Landwirtschaftslehre, Geographie und Geschichte. Schon in der ersten Theresianischen Schulordnung legte man Wert darauf, „daß nicht bloß das Gedächtniß gesehen, noch die Jugend mit dem Auswendiglernen über die Nothwendigkeit geplagt sondern der Verstand derselben aufgekläret“ wurde.
Beim Tod von Maria Theresia bestanden bereits 500 dieser Trivialschulen. Allerdings gelang es keineswegs, alle Kinder zu unterrichten. Die Zahl der Analphabeten blieb relativ hoch. In den Städten richtete man Hauptschulen mit drei Klassen ein. Die Lehrer erfuhren ihre Ausbildung in den Normalschulen. Es kam daneben auch zur Reform des höheren Schulwesens. Im Hochschulbereich spielte die Aufhebung des Jesuitenordens, der auch die Universität Wien kontrolliert hatte, im Jahr 1773 eine wichtige Rolle. Die Hochschule ging nun in den staatlichen Verantwortungsbereich über. Die medizinische Fakultät der Universität Wien wurde besser ausgestattet und die Universität um die Neue Aula erweitert. Noch bis heute wird in der von ihr gegründeten ehemaligen Ritterakademie Theresianum in Wien unterrichtet. Daneben wurden weitere spezielle Schulen und Akademien für bestimmte Berufszweige gegründet. 1770 wurde in Schemnitz die Bergakademie gegründet.

#### Wirtschaftsreformen
In der Wirtschaftspolitik folgte Maria Theresia einer jüngeren Form des Merkantilismus, wie sie etwa Joseph von Sonnenfels propagierte. Ziel war die Vermehrung der Bevölkerung, die Sicherung der Ernährung und die Schaffung neuer Verdienstmöglichkeiten. Eine florierende Wirtschaft wirkte sich positiv auf die Steuereinnahmen aus und trug letztlich dazu bei, eine große Armee zu unterhalten. Auch wirtschaftspolitisch war die Konkurrenz mit Preußen ein wichtiger Faktor, Maria Theresia war bestrebt, mit der Wirtschaftsförderung in anderen Gebieten den Verlust Schlesiens auszugleichen.
Eine persönliche Besonderheit war ihre Vorliebe für das Spinnen, das überall die Bevölkerung vom Müßiggang und der Faulheit abhalten sollte: Die feudalen Spinnpflichten wurden reaktiviert (1753), alle Kinder sollten im Winter spinnen lernen (1765), selbst die Soldaten und ihre Familien mussten durch stetes Spinnen „Industriösität“ zeigen.
Land und Stadt, Bauernstand und Bürgertum sollten zu ihrer Zeit getrennt bleiben. Die Stadt blieb Ort des Handwerks, während auf dem Land nur die nötigsten handwerklichen Berufe vorhanden blieben – diese Trennung zwischen Stadt und Land schien Maria Theresia zur Erhaltung des Gleichgewichts notwendig. Allerdings sollten neue Manufakturen und ähnliche Betriebe auch auf dem Land angesiedelt werden. Anfangs wurden nach Vorbild Karls VI. noch Monopole vergeben, wovon man aber in der Zeit Maria Theresias abkam, weil Privilegien für die wirtschaftliche Entwicklung auf Dauer nicht förderlich waren. In Böhmen und Mähren entwickelte sich in der Folge eine leistungsfähige Textilproduktion. Die Bereitschaft des Adels, in neue Unternehmen zu investieren, wirkte sich positiv aus. Im deutschen Teil der Monarchie war diese Bereitschaft weniger ausgeprägt. In Tirol scheiterte die merkantile Gewerbepolitik sogar, weil sich Teile der Bevölkerung gegen die Ansiedlung von Manufakturen wehrten.
Es kam zur Abschaffung der Zunftordnungen, weil diese dem Wachstum der Wirtschaft entgegenstanden. Im Außenhandel wurde die Ausfuhr forciert, während die Einfuhr durch Zölle beschränkt wurde. Im Bereich des Binnenhandels kam es zum Abbau von Zoll- und Mautstellen mit dem Ziel, einen einheitlichen Wirtschaftsraum zu schaffen. Dabei wurden in einer Zollordnung von 1775 Böhmen und die österreichischen Erblande zu einem Zollgebiet zusammengeschlossen. Die Transitgebiete Tirol, Vorarlberg und die Vorlande blieben wie bisher. Ein weiterer Zollverband bestand aus Ungarn, dem Banat und Siebenbürgen. In den restlichen Territorien gab es jeweils eigene Zollgebiete. Im Bereich des Verkehrs wurden neue Kanäle und Straßen gebaut sowie das Postwesen verbessert.
Hinsichtlich der bäuerlichen Bevölkerung strebte Maria Theresia Erleichterungen an. Die Leibeigenschaft wurde eingeschränkt. Dem Missbrauch der Robotarbeit durch die Grundherrn sollte eine Urbarialkommission begegnen. In den Jahren 1775, 1777 und 1778 wurden Robotpatente erlassen, die die Fronarbeit beschränkten.
Seit 1749 wurden für die unterschiedlichen Regionen sogenannte Manufakturtabellen angelegt, und man versuchte, die Beschäftigung der Bevölkerung in den einzelnen Wirtschaftszweigen zu erfassen. Auf einer insgesamt schlechten Datengrundlage sollte eine regionale Arbeitsteilung erfolgen. Ungarn wurde daraufhin kurzerhand zum Agrargebiet erklärt. Eine gewerbliche Entwicklung wäre damit ausgeschlossen gewesen. Letztlich scheiterte dieses Vorhaben aber am Widerstand in den Territorien.

### Bevölkerungspolitik
Zur Wirtschaftsförderung zählte auch die Förderung der Zuwanderung in die während der Türkenkriege der Vergangenheit entvölkerten Gebiete Ungarns. Die meisten Siedler kamen aus Territorien des Heiligen Römischen Reiches. Die Ziele waren mehrschichtig: Zum einen sollten die neuerworbenen Gebiete gegenüber dem osmanischen Reich gesichert werden. Zum anderen ging es auch darum, durch die Ansiedlung deutscher Siedler Unruhen in Ungarn zu verhindern. Maria Theresia gründete die sogenannten Impopulationskommissionen. Diese warben in den dicht besiedelten Regionen des Reiches Siedler an. Aber es kam auch zu Zwangsmaßnahmen: Protestanten aus den Erbländern, unzufriedene Bauern, heimatlose Unterschichten und sogar Kriegsgefangene aus Preußen wurden nach Südosteuropa verbracht. Die Neusiedler verbesserten nicht nur die Landwirtschaft, sondern in Oberungarn (heutige Slowakei) oder in Siebenbürgen entstanden auch leistungsfähige Montanwirtschaften. Im Bereich des Temescher Banats stieg die Bevölkerungszahl zwischen 1711 und 1780 von 25.000 auf 300.000 Einwohner an.

### Religionspolitik
In religiöser Hinsicht war Maria Theresias Religionspolitik geprägt vom Barock-Katholizismus, aber auch reformerische Strömungen spielten eine Rolle. Zunehmend wurde die Politik aber unter dem Einfluss des Jansenismus frommer. Maria Theresia schuf zur Bekämpfung der Unsittlichkeit eine Keuschheitskommission. Sie wehrte sich noch bis zum Lebensende strikt, den Nichtkatholiken gegenüber Toleranz zu üben, was zu einem schweren Konflikt mit ihrem Sohn Joseph führte. Die Aufhebung des Jesuitenordens 1773 ging nicht von ihr aus, sondern sie vollzog das päpstliche Verbot eher unwillig. Maria Theresia bekämpfte den Protestantismus vor allem in Österreich. Die vertriebenen Protestanten wurden in entfernten und dünn besiedelten Gebieten wie in Siebenbürgen, dem Banat oder in der Batschka angesiedelt.
Auch den Juden gegenüber betrieb sie über verschärfte Judenordnungen (1753, 1764) eine restriktive Politik, zu der eine Bartpflicht und das Tragen des Gelben Flecks gehörten. Sie ließ nach dem Ersten Schlesischen Krieg und dem Ende der preußischen Besetzung Prags 1744 im Zweiten Schlesischen Krieg 20.000 Juden aus Prag und schließlich aus ganz Böhmen ausweisen, bevor sie dies 1748 abmilderte, weil der wirtschaftliche Schaden zu groß war. Trotz der alles andere als judenfreundlichen Politik Maria Theresias wurden vor, aber auch in ihrer Zeit Fundamente für ein Aufblühen des jüdischen Lebens in der Reichshauptstadt Wien gelegt. Mithilfe der Zahlungen, die den prosperierenden Hofjuden wie Wolf Wertheimer, Marx Schlesinger, Simon Michel Preßburg, Familie Hirschl auferlegt wurden, konnten in Wien prachtvolle Repräsentativbauten wie Schloss Schönbrunn, die Karlskirche oder die kaiserliche Hofbibliothek am Josephsplatz (die heutige Nationalbibliothek) bezahlt werden. Als bedeutender Finanzier Maria Theresias ist der portugiesische Hoffaktor Diego d’Aguilar zu nennen, der am Ende 1749 aber aus Wien fliehen musste.

### Reichspolitik
Hinsichtlich der Reichspolitik war ihr Gemahl, Kaiser Franz I. Stephan, zuständig. Bemerkenswert für die geringe praktische Bedeutung der Kaiserkrone ist, dass Maria Theresia und ihr Mann 1749 die Konferenzminister um gutachterliche Äußerungen zu der Frage ersuchten, ob es überhaupt noch einen Sinn ergebe, an der Kaiserkrone festzuhalten. Die Antworten fielen unterschiedlich aus. Es war letztlich ein Argument von Franz Stephan, das sich durchsetzte. „Wie das Reich ohne des Erzhauses beystand nicht aufrecht erhalten werden kann, also auch des Erzhauses trennung vom reich dasselbe vielen und großen gefahren ausgesetzt werde.“ Tatsächlich spielte das Reich während des Siebenjährigen Krieges, der auch als Reichskrieg geführt wurde, noch einmal eine wichtige Rolle.

### Außenpolitik
Ihre Innen- und Außenpolitik war darauf ausgerichtet, Preußen „im Felde“ zu schlagen und wieder in den Besitz der annektierten Gebiete zu gelangen. Der Preußenkönig blieb ihr Feindbild. Mit der Zeit nahmen ihre Äußerungen zu Friedrich II. fast beleidigende Formen an. Sie sprach vom „Monstrum“ und „elenden König.“
Vor diesem Hintergrund setzte man in Wien auf einen Umbau der Bündnissysteme. Personell wird dies durch die Ablösung von Staatsminister Bartenstein durch Kaunitz-Rietberg im Jahr 1753 deutlich. Schon 1749 hatte Kaunitz für eine Annäherung an Frankreich geworben. Aufs höchste bedrohlich erschien das Bündnis von Preußen mit Großbritannien in der Konvention von Westminster im Jahr 1756. Auch vor diesem Hintergrund war für Wien die Annäherung an Frankreich wichtiger als die jahrhundertelange Feindschaft zwischen den Habsburgern und dem Nachbarland. So kam es im selben Jahr zu einem österreichisch-französischen Defensivbündnis. Dies bedeutete das Renversement des alliances, die Umkehrung des bisherigen europäischen Bündnissystems. Diese Neuorientierung spiegelte sich auch in der Heirat von Marie-Antoinette mit dem französischen Thronerben wider. Mit Österreich war auch Russland verbündet.
Friedrich II. marschierte am 29. August 1756 in Kursachsen – einem Verbündeten Österreichs – ein. Damit begann der Siebenjährige Krieg. Neben dem Kampf um Schlesien, das Maria Theresia noch nicht aufgegeben hatte, war der Krieg ein globaler Konflikt vor allem zwischen Frankreich und England um die Macht in Übersee. Der Krieg selbst zog sich jahrelang hin, ohne dass eine der beiden Seiten auf dem europäischen Kriegsschauplatz entscheidende Erfolge erzielen konnte. Die Österreicher siegten beispielsweise bei Kolin, Hochkirch oder Kunersdorf. Die Preußen gewannen unter anderem die Schlachten bei Roßbach, Leuthen und Torgau. Der Krieg endete 1763 mit dem Frieden von Hubertusburg, mit dem Schlesien endgültig an Preußen fiel.
Um den Verlust Schlesiens zumindest teilweise auszugleichen, beteiligte sich Maria Theresia 1772 an der ersten Teilung Polens. Dadurch erwarb sie Galizien und Lodomerien. Diese aggressive Politik fiel der Kaiserin schwer, aber letztlich setzte sich das Staatsinteresse durch. Friedrich II. kommentierte: „Sie weinte, aber nahm.“ Nach 1765 wurde ihr Sohn Joseph Mitregent. Allerdings gab es dabei auch außenpolitisch Meinungsunterschiede. So beendete er auch Maria Theresias Kolonialpolitik. Im Jahr 1773 bereitete Joseph den Erwerb der Bukowina durch Annexion vor. Dessen Bereitschaft, nach dem Tod des bayerischen Kurfürsten Maximilian III. im Bayerischen Erbfolgekrieg österreichische Ansprüche gewaltsam durchzusetzen, stieß auf Kritik von Maria Theresia. Immerhin kam durch Vertrag das Innviertel 1779 an Österreich.

### Heiratspolitik

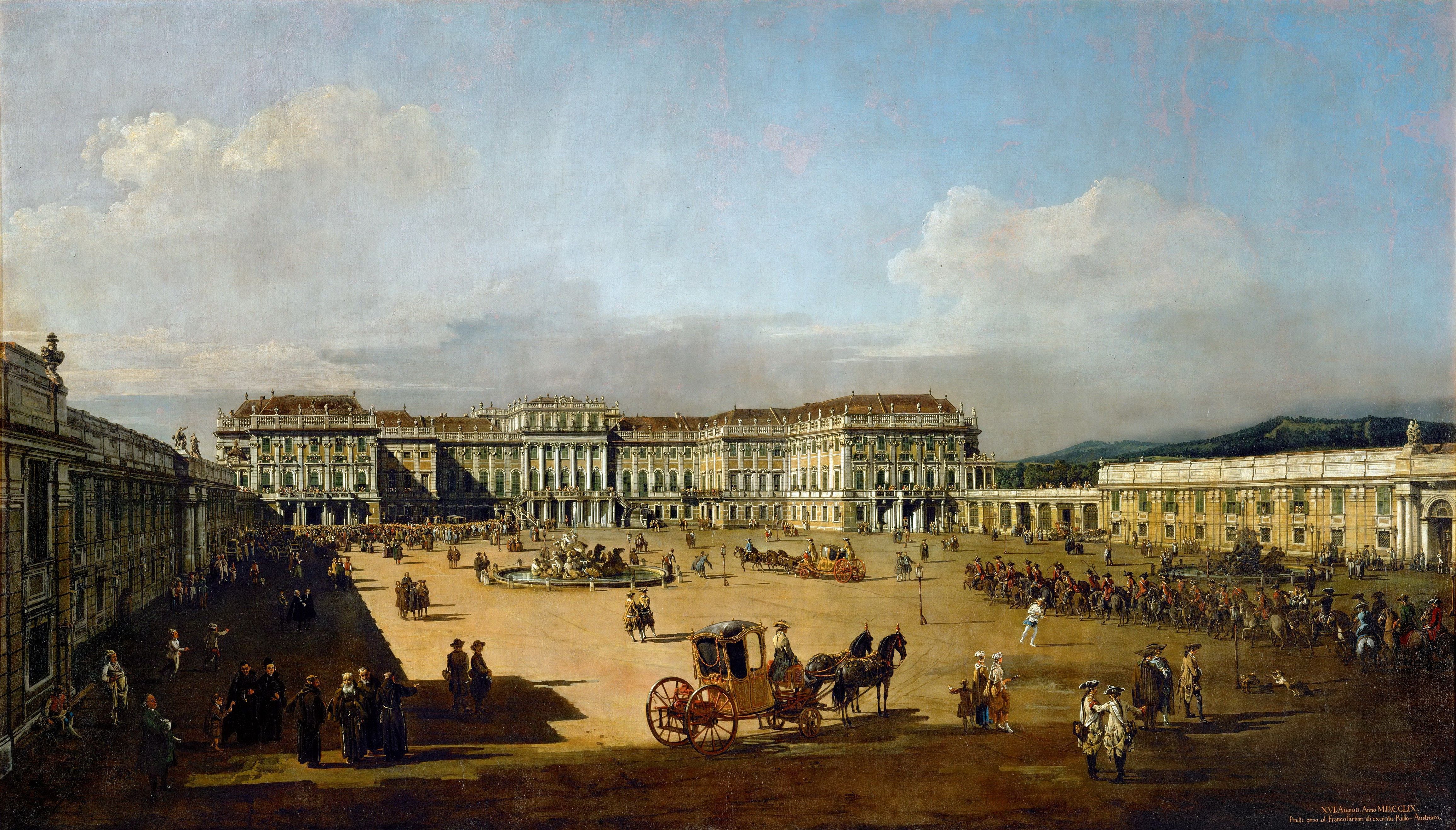
Der Um- und Ausbau von Schloss Schönbrunn wurde von Maria Theresia in Auftrag gegeben (Gemälde von Canaletto, 1758/61)

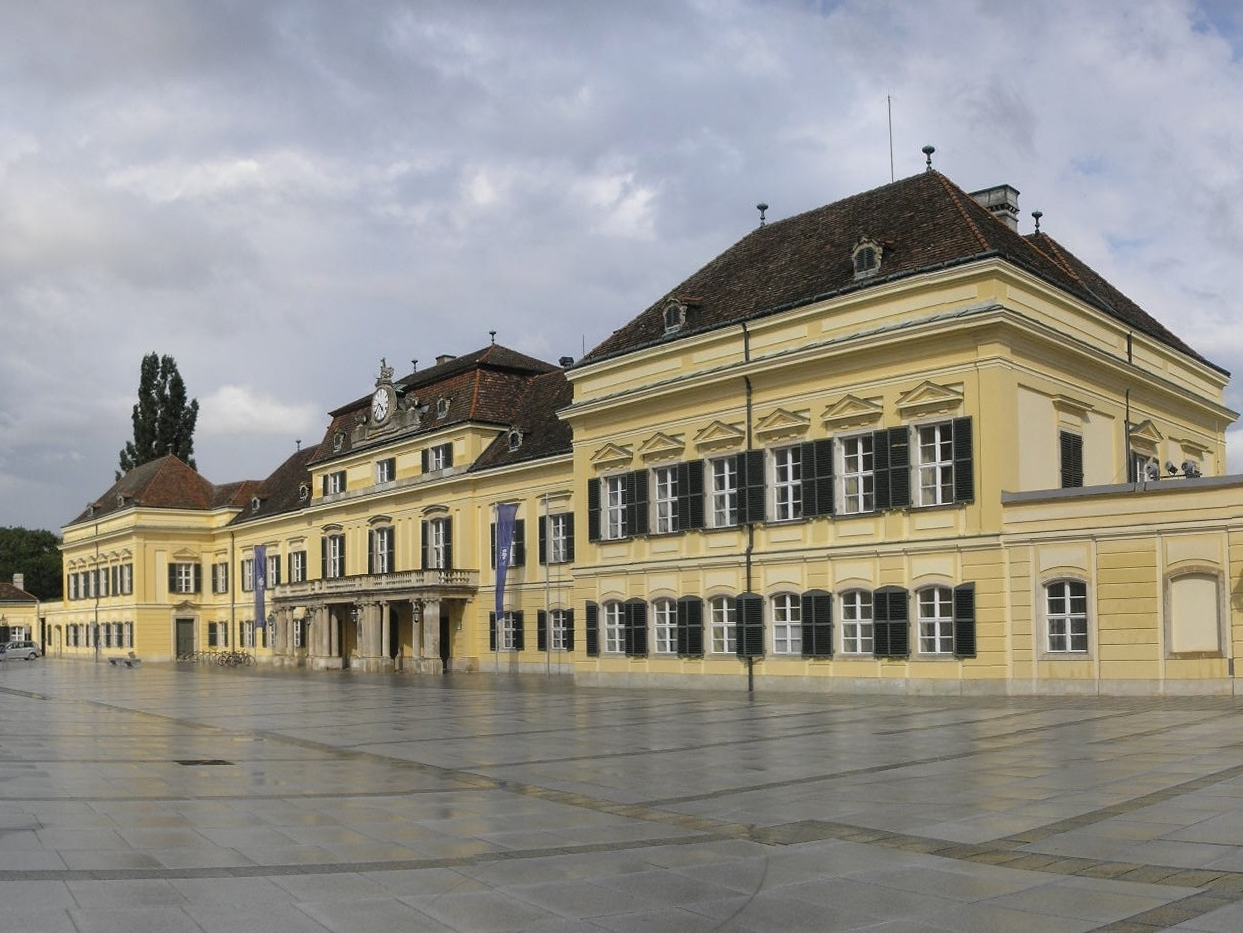
Blauer Hof in Laxenburg

|                 |                 |                 |                 |                                                     |                                                     |                                                     |                                                     |                                                        |                                                        |                                                        |                                                        |                                                        |                                                        |                |                |                |                |                |                |                  |                  |                  |                  |                                                    |                                                    | Maria Theresia (Regentin von Österreich)           | Maria Theresia (Regentin von Österreich)           | Maria Theresia (Regentin von Österreich)           | Maria Theresia (Regentin von Österreich)           | Maria Theresia (Regentin von Österreich) | Maria Theresia (Regentin von Österreich) |                                                |                                                | Franz I. Stephan (Kaiser des Heiligen Römischen Reiches) | Franz I. Stephan (Kaiser des Heiligen Römischen Reiches) | Franz I. Stephan (Kaiser des Heiligen Römischen Reiches) | Franz I. Stephan (Kaiser des Heiligen Römischen Reiches) | Franz I. Stephan (Kaiser des Heiligen Römischen Reiches) | Franz I. Stephan (Kaiser des Heiligen Römischen Reiches) |                                                      |                                                      |                                                      |                                                      |                                                      |                                                      |                                                    |                                                    |                                                    |                                                    |             |             |                                           |                                           |                                           |                                           |                                           |                                           |                                   |                                   |                                                                |                                                                |                                                                |                                                                |                                                                |                                                                |  |  |  |  |  |  |  |  |  |  |  |  |  |  |  |  |  |  |  |  |  |  |  |  |  |  |  |  |  |  |  |  |  |  |  |  |  |  |  |  |  |  |  |  |  |  |  |  |
|                 |                 |                 |                 |                                                     |                                                     |                                                     |                                                     |                                                        |                                                        |                                                        |                                                        |                                                        |                                                        |                |                |                |                |                |                |                  |                  |                  |                  |                                                    |                                                    | Maria Theresia (Regentin von Österreich)           | Maria Theresia (Regentin von Österreich)           | Maria Theresia (Regentin von Österreich)           | Maria Theresia (Regentin von Österreich)           | Maria Theresia (Regentin von Österreich) | Maria Theresia (Regentin von Österreich) |                                                |                                                | Franz I. Stephan (Kaiser des Heiligen Römischen Reiches) | Franz I. Stephan (Kaiser des Heiligen Römischen Reiches) | Franz I. Stephan (Kaiser des Heiligen Römischen Reiches) | Franz I. Stephan (Kaiser des Heiligen Römischen Reiches) | Franz I. Stephan (Kaiser des Heiligen Römischen Reiches) | Franz I. Stephan (Kaiser des Heiligen Römischen Reiches) |                                                      |                                                      |                                                      |                                                      |                                                      |                                                      |                                                    |                                                    |                                                    |                                                    |             |             |                                           |                                           |                                           |                                           |                                           |                                           |                                   |                                   |                                                                |                                                                |                                                                |                                                                |                                                                |                                                                |  |  |  |  |  |  |  |  |  |  |  |  |  |  |  |  |  |  |  |  |  |  |  |  |  |  |  |  |  |  |  |  |  |  |  |  |  |  |  |  |  |  |  |  |  |  |  |  |
|                 |                 |                 |                 |                                                     |                                                     |                                                     |                                                     |                                                        |                                                        |                                                        |                                                        |                                                        |                                                        |                |                |                |                |                |                |                  |                  |                  |                  |                                                    |                                                    |                                                    |                                                    |                                                    |                                                    |                                          |                                          |                                                |                                                |                                                          |                                                          |                                                          |                                                          |                                                          |                                                          |                                                      |                                                      |                                                      |                                                      |                                                      |                                                      |                                                    |                                                    |                                                    |                                                    |             |             |                                           |                                           |                                           |                                           |                                           |                                           |                                   |                                   |                                                                |                                                                |                                                                |                                                                |                                                                |                                                                |  |  |  |  |  |  |  |  |  |  |  |  |  |  |  |  |  |  |  |  |  |  |  |  |  |  |  |  |  |  |  |  |  |  |  |  |  |  |  |  |  |  |  |  |  |  |  |  |
|                 |                 |                 |                 |                                                     |                                                     |                                                     |                                                     |                                                        |                                                        |                                                        |                                                        |                                                        |                                                        |                |                |                |                |                |                |                  |                  |                  |                  |                                                    |                                                    |                                                    |                                                    |                                                    |                                                    |                                          |                                          |                                                |                                                |                                                          |                                                          |                                                          |                                                          |                                                          |                                                          |                                                      |                                                      |                                                      |                                                      |                                                      |                                                      |                                                    |                                                    |                                                    |                                                    |             |             |                                           |                                           |                                           |                                           |                                           |                                           |                                   |                                   |                                                                |                                                                |                                                                |                                                                |                                                                |                                                                |  |  |  |  |  |  |  |  |  |  |  |  |  |  |  |  |  |  |  |  |  |  |  |  |  |  |  |  |  |  |  |  |  |  |  |  |  |  |  |  |  |  |  |  |  |  |  |  |
| Maria Elisabeth | Maria Elisabeth | Maria Elisabeth | Maria Elisabeth | Maria Elisabeth                                     | Maria Elisabeth                                     |                                                     |                                                     | Maria Anna (Äbtissin des Theresianischen Damenstiftes) | Maria Anna (Äbtissin des Theresianischen Damenstiftes) | Maria Anna (Äbtissin des Theresianischen Damenstiftes) | Maria Anna (Äbtissin des Theresianischen Damenstiftes) | Maria Anna (Äbtissin des Theresianischen Damenstiftes) | Maria Anna (Äbtissin des Theresianischen Damenstiftes) |                |                | Maria Karolina | Maria Karolina | Maria Karolina | Maria Karolina | Maria Karolina   | Maria Karolina   |                  |                  | Joseph II. (Kaiser des Heiligen Römischen Reiches) | Joseph II. (Kaiser des Heiligen Römischen Reiches) | Joseph II. (Kaiser des Heiligen Römischen Reiches) | Joseph II. (Kaiser des Heiligen Römischen Reiches) | Joseph II. (Kaiser des Heiligen Römischen Reiches) | Joseph II. (Kaiser des Heiligen Römischen Reiches) |                                          |                                          | Maria Christina (Herzogin von Sachsen-Teschen) | Maria Christina (Herzogin von Sachsen-Teschen) | Maria Christina (Herzogin von Sachsen-Teschen)           | Maria Christina (Herzogin von Sachsen-Teschen)           | Maria Christina (Herzogin von Sachsen-Teschen)           | Maria Christina (Herzogin von Sachsen-Teschen)           |                                                          |                                                          | Maria Elisabeth (Äbtissin des Damenstifts Innsbruck) | Maria Elisabeth (Äbtissin des Damenstifts Innsbruck) | Maria Elisabeth (Äbtissin des Damenstifts Innsbruck) | Maria Elisabeth (Äbtissin des Damenstifts Innsbruck) | Maria Elisabeth (Äbtissin des Damenstifts Innsbruck) | Maria Elisabeth (Äbtissin des Damenstifts Innsbruck) |                                                    |                                                    | Karl Joseph                                        | Karl Joseph                                        | Karl Joseph | Karl Joseph | Karl Joseph                               | Karl Joseph                               |                                           |                                           | Maria Amalia (Herzogin von Parma)         | Maria Amalia (Herzogin von Parma)         | Maria Amalia (Herzogin von Parma) | Maria Amalia (Herzogin von Parma) | Maria Amalia (Herzogin von Parma)                              | Maria Amalia (Herzogin von Parma)                              |                                                                |                                                                |                                                                |                                                                |  |  |  |  |  |  |  |  |  |  |  |  |  |  |  |  |  |  |  |  |  |  |  |  |  |  |  |  |  |  |  |  |  |  |  |  |  |  |  |  |  |  |  |  |  |  |  |  |
| Maria Elisabeth | Maria Elisabeth | Maria Elisabeth | Maria Elisabeth | Maria Elisabeth                                     | Maria Elisabeth                                     |                                                     |                                                     | Maria Anna (Äbtissin des Theresianischen Damenstiftes) | Maria Anna (Äbtissin des Theresianischen Damenstiftes) | Maria Anna (Äbtissin des Theresianischen Damenstiftes) | Maria Anna (Äbtissin des Theresianischen Damenstiftes) | Maria Anna (Äbtissin des Theresianischen Damenstiftes) | Maria Anna (Äbtissin des Theresianischen Damenstiftes) |                |                | Maria Karolina | Maria Karolina | Maria Karolina | Maria Karolina | Maria Karolina   | Maria Karolina   |                  |                  | Joseph II. (Kaiser des Heiligen Römischen Reiches) | Joseph II. (Kaiser des Heiligen Römischen Reiches) | Joseph II. (Kaiser des Heiligen Römischen Reiches) | Joseph II. (Kaiser des Heiligen Römischen Reiches) | Joseph II. (Kaiser des Heiligen Römischen Reiches) | Joseph II. (Kaiser des Heiligen Römischen Reiches) |                                          |                                          | Maria Christina (Herzogin von Sachsen-Teschen) | Maria Christina (Herzogin von Sachsen-Teschen) | Maria Christina (Herzogin von Sachsen-Teschen)           | Maria Christina (Herzogin von Sachsen-Teschen)           | Maria Christina (Herzogin von Sachsen-Teschen)           | Maria Christina (Herzogin von Sachsen-Teschen)           |                                                          |                                                          | Maria Elisabeth (Äbtissin des Damenstifts Innsbruck) | Maria Elisabeth (Äbtissin des Damenstifts Innsbruck) | Maria Elisabeth (Äbtissin des Damenstifts Innsbruck) | Maria Elisabeth (Äbtissin des Damenstifts Innsbruck) | Maria Elisabeth (Äbtissin des Damenstifts Innsbruck) | Maria Elisabeth (Äbtissin des Damenstifts Innsbruck) |                                                    |                                                    | Karl Joseph                                        | Karl Joseph                                        | Karl Joseph | Karl Joseph | Karl Joseph                               | Karl Joseph                               |                                           |                                           | Maria Amalia (Herzogin von Parma)         | Maria Amalia (Herzogin von Parma)         | Maria Amalia (Herzogin von Parma) | Maria Amalia (Herzogin von Parma) | Maria Amalia (Herzogin von Parma)                              | Maria Amalia (Herzogin von Parma)                              |                                                                |                                                                |                                                                |                                                                |  |  |  |  |  |  |  |  |  |  |  |  |  |  |  |  |  |  |  |  |  |  |  |  |  |  |  |  |  |  |  |  |  |  |  |  |  |  |  |  |  |  |  |  |  |  |  |  |
|                 |                 |                 |                 | Leopold II. (Kaiser des Heiligen Römischen Reiches) | Leopold II. (Kaiser des Heiligen Römischen Reiches) | Leopold II. (Kaiser des Heiligen Römischen Reiches) | Leopold II. (Kaiser des Heiligen Römischen Reiches) | Leopold II. (Kaiser des Heiligen Römischen Reiches)    | Leopold II. (Kaiser des Heiligen Römischen Reiches)    |                                                        |                                                        | Maria Karolina                                         | Maria Karolina                                         | Maria Karolina | Maria Karolina | Maria Karolina | Maria Karolina |                |                | Johanna Gabriele | Johanna Gabriele | Johanna Gabriele | Johanna Gabriele | Johanna Gabriele                                   | Johanna Gabriele                                   |                                                    |                                                    | Maria Josepha                                      | Maria Josepha                                      | Maria Josepha                            | Maria Josepha                            | Maria Josepha                                  | Maria Josepha                                  |                                                          |                                                          | Maria Karolina (Königin von Neapel-Sizilien)             | Maria Karolina (Königin von Neapel-Sizilien)             | Maria Karolina (Königin von Neapel-Sizilien)             | Maria Karolina (Königin von Neapel-Sizilien)             | Maria Karolina (Königin von Neapel-Sizilien)         | Maria Karolina (Königin von Neapel-Sizilien)         |                                                      |                                                      | Ferdinand Karl (Gouverneur des Herzogtums Mailand)   | Ferdinand Karl (Gouverneur des Herzogtums Mailand)   | Ferdinand Karl (Gouverneur des Herzogtums Mailand) | Ferdinand Karl (Gouverneur des Herzogtums Mailand) | Ferdinand Karl (Gouverneur des Herzogtums Mailand) | Ferdinand Karl (Gouverneur des Herzogtums Mailand) |             |             | Marie-Antoinette (Königin von Frankreich) | Marie-Antoinette (Königin von Frankreich) | Marie-Antoinette (Königin von Frankreich) | Marie-Antoinette (Königin von Frankreich) | Marie-Antoinette (Königin von Frankreich) | Marie-Antoinette (Königin von Frankreich) |                                   |                                   | Maximilian Franz (Kurfürst von Köln, Fürstbischof von Münster) | Maximilian Franz (Kurfürst von Köln, Fürstbischof von Münster) | Maximilian Franz (Kurfürst von Köln, Fürstbischof von Münster) | Maximilian Franz (Kurfürst von Köln, Fürstbischof von Münster) | Maximilian Franz (Kurfürst von Köln, Fürstbischof von Münster) | Maximilian Franz (Kurfürst von Köln, Fürstbischof von Münster) |  |  |  |  |  |  |  |  |  |  |  |  |  |  |  |  |  |  |  |  |  |  |  |  |  |  |  |  |  |  |  |  |  |  |  |  |  |  |  |  |  |  |  |  |  |  |  |  |

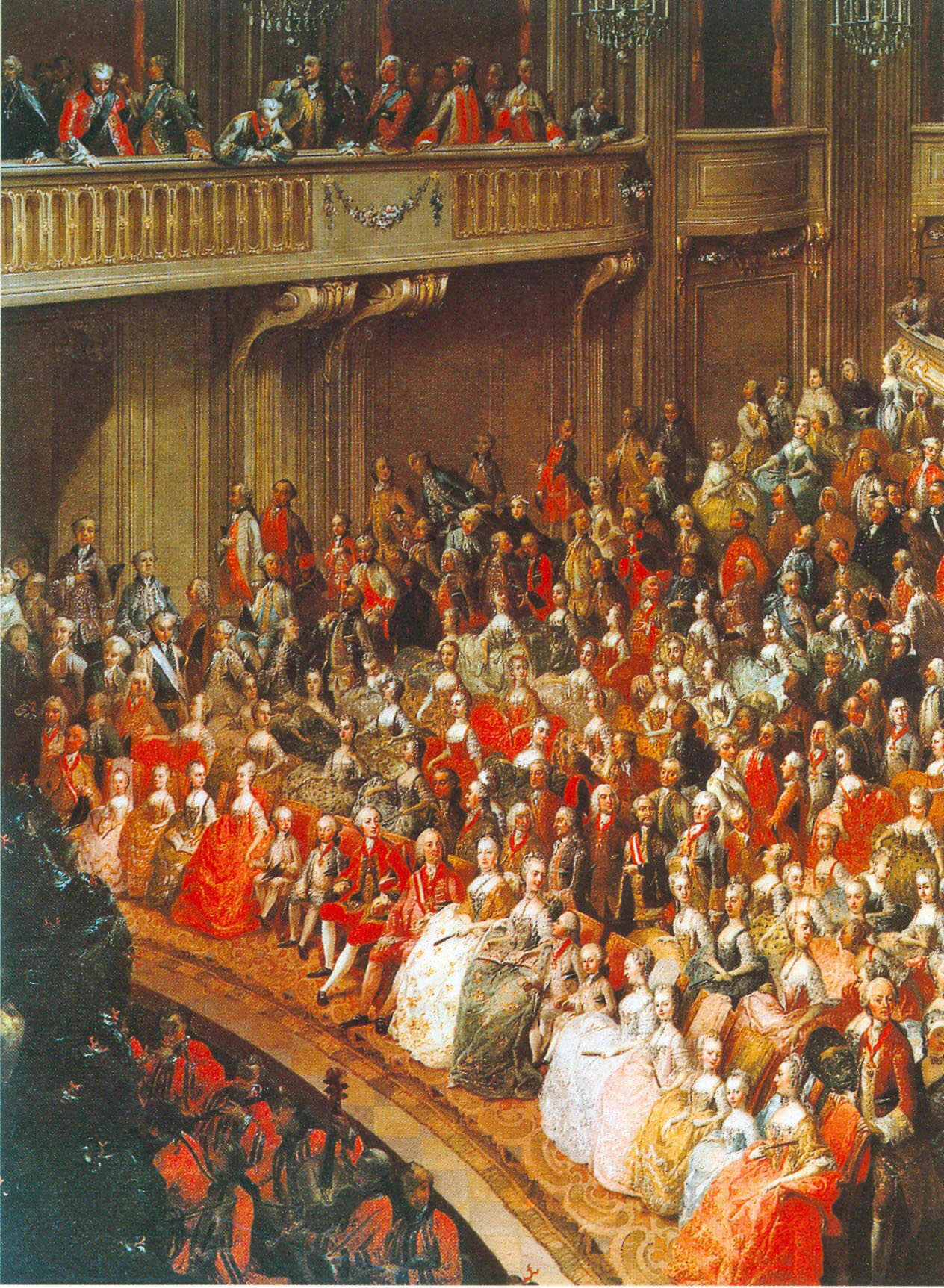
Die Kaiserin (vorne Mitte im weißen Kleid) mit ihrer Familie und Hofgesellschaft bei der Serenade in den Redoutensälen der Wiener Hofburg (um 1763)

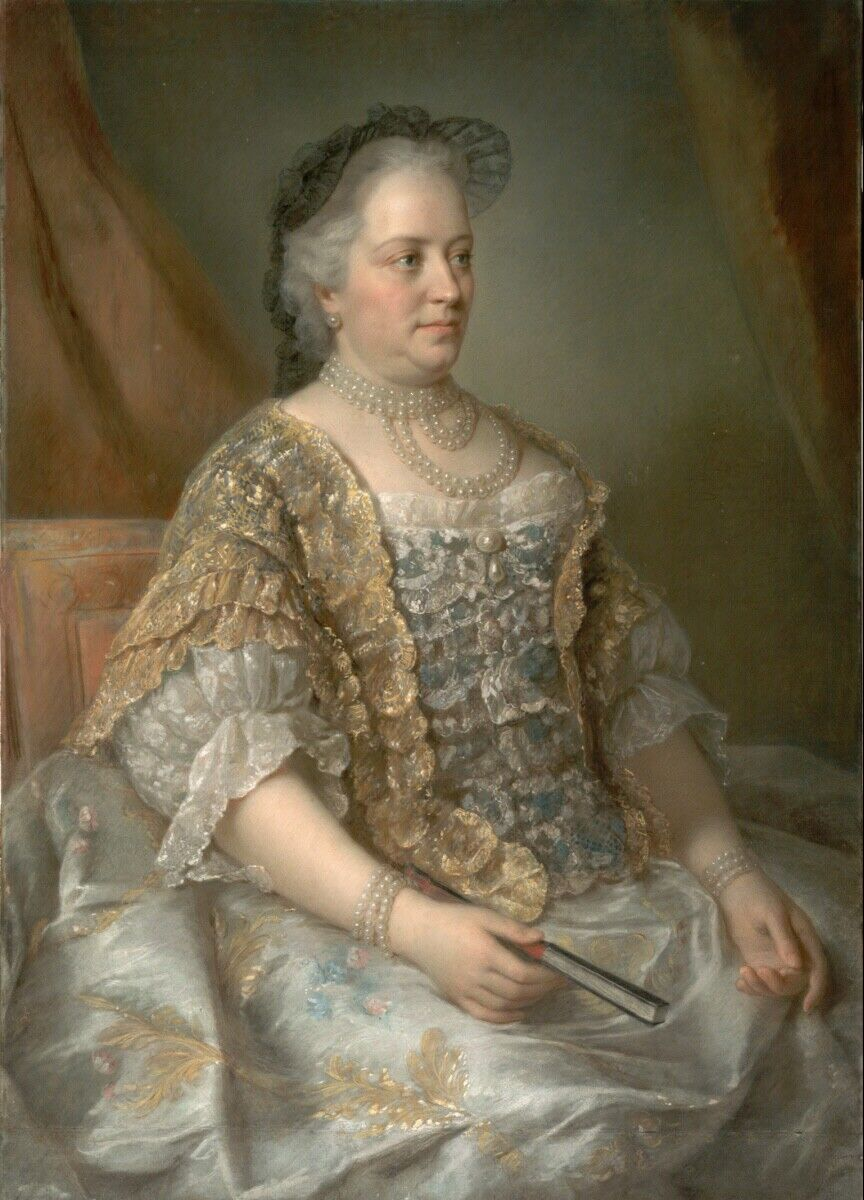
Jean-Étienne Liotard: Porträt Maria Theresias, Pastellmalerei, 1762

Aus der Ehe mit dem römisch-deutschen Kaiser Franz I. Stephan gingen 16 Kinder hervor, von denen sechs noch zu Lebzeiten ihrer Mutter starben. Zuerst brachte Maria Theresia drei Töchter zur Welt: Maria Elisabeth (1737–1740), Maria Anna (1738–1789) und Maria Karolina (1740–1741). Das vierte Kind war der spätere Kaiser Joseph II., welchen seine Mutter 1765 zum Mitregenten in den österreichischen Landen erhob. Nach dem Tod Maria Theresias 1780 regierte er die habsburgischen Territorien alleine. Seine Mutter ließ ihn 1760 mit Prinzessin Isabella von Parma, der Tochter Herzog Philipps von Parma, verheiraten. In zweiter Ehe wurde Joseph II. mit Prinzessin Maria Josepha von Bayern, der Tochter Kaiser Karls VII., vermählt. In den nächsten Jahren folgten die Geburten von Maria Christina (1742–1798), Maria Elisabeth (1743–1808) und Karl Joseph. Das neunte Kind war der spätere Kaiser Leopold II. (1747–1792). Er übernahm 1790 nach dem Tod Josephs II. die Herrschaft in der Habsburgermonarchie und war mit Maria Ludovica von Spanien, der Tochter König Karls III., verheiratet. Die drei folgenden Nachkommen Maria Theresias Maria Karolina (1748–1748), Johanna Gabriela (1750–1762) und Maria Josepha (1751–1767) erreichten nicht das Erwachsenenalter. Die letzten vier Kinder Maria Theresias konnten für die Dynastie abermals entweder vorteilhaft verheiratet werden oder stiegen selbst zu Reichsfürsten auf: Maria Karolina (1752–1814) wurde als Gemahlin von Ferdinand I. Königin von Neapel-Sizilien. Ferdinand Karl Anton (1754–1806) ging eine Ehe mit Herzogin Maria Beatrice d’Este ein, der Tochter des Herzog Herkules’ III. von Modena. Die jüngste Tochter Maria Theresias, Marie-Antoinette, wurde an der Seite des späteren Ludwigs XVI. Königin von Frankreich. Der jüngste Sohn, Maximilian Franz (1756–1801), trat das Amt eines Erzbischofes und Kurfürsten von Köln an. Maria Theresia und ihr Staatsminister Kaunitz erhofften insbesondere durch Eheschließungen mit dem Haus Bourbon einen Machtzuwachs für das Haus Österreich zu erreichen (siehe auch Heiratspolitik der Habsburger). Die Dynastie der Bourbonen regierte in Frankreich, Spanien, Neapel-Sizilien und Parma. Die Allianz mit Paris und Madrid war gegen den preußischen Rivalen bzw. gegen Friedrich II. gerichtet.
Im Vergleich zu der reibungslosen Realisierung der Heiratsprojekte ihrer Söhne wurde Maria Theresia bei den Eheverhandlungen ihrer Töchter mit zahlreichen Problemen konfrontiert. Die älteste Tochter, Erzherzogin Maria Anna, blieb aufgrund ihrer schlechten Gesundheit unverheiratet. Das kurz vor der Verwirklichung stehende Heiratsprojekt, die Vermählung zwischen der hübschen Erzherzogin Marie Elisabeth von Österreich und dem französischen König Ludwig XV., scheiterte an einer Pockenerkrankung der jungen Erzherzogin. Während sich Erzherzogin Marie Christine von Österreich als einzige ihren Ehemann, Herzog Albert von Sachsen-Teschen, selbst auswählen durfte, wurde Erzherzogin Maria Amalia von Österreich gegen ihren Willen und mit heftigem Widerstand seitens der jungen Frau mit Herzog Ferdinand I. von Bourbon-Parma verheiratet. Erzherzogin Johanna Gabriela von Österreich und ihre Schwester Erzherzogin Maria Josepha von Österreich starben beide an den Pocken, so dass Erzherzogin Maria Karolina den Platz als Braut von König Ferdinand I. von Neapel-Sizilien einnehmen musste. Die Heirat von Maria Karolinas Lieblingsschwester Erzherzogin Maria Antonia von Österreich und dem späteren König Ludwig XVI. von Frankreich war das letzte und zugleich ehrgeizigste Eheprojekt von Maria Theresia.

### Bauherrin
Mit dem Namen Maria Theresias ist der Bau von Schloss Schönbrunn in Wien verbunden. Karl VI. hatte das Schloss, das von Fischer von Erlach entworfen und 1696–1701 als Jagdschloss für Joseph I. errichtet wurde, seiner Tochter geschenkt, und sie ließ es vom Hofbauamtsleiter Nikolaus von Pacassi 1743–1749 umbauen. So entstand eine völlig andere Raumaufteilung und ein eigenes Theater. Der aufgewertete Schönbrunner Prachtbau wurde das Lieblingsschloss der Kaiserin. Sie verbrachte dort die Sommermonate mit ihrer Familie. Im Schlosspark zu Schönbrunn ließ Maria Theresia die Gloriette als Ehrenmal zur Erinnerung an die Schlacht von Kolin errichten, in der österreichische Truppen am 18. Juni 1757 erstmals in einer offenen Feldschlacht den für unüberwindlich gehaltenen Friedrich II. besiegt hatten.
Pacassi gestaltete für sie u. a. auch den Redoutensaaltrakt der Hofburg neu (1760).
1762 erwarb Maria Theresia in Laxenburg den Blauen Hof und das angrenzende Prucknerische Haus. Ab 1756 erfolgte ein großer Um- und Ausbau durch Nikolaus von Pacassi. Etwa 1770 wurde auf den Blauen Hof das Belvedere (Malereien darin von Joseph Pichler) aufgesetzt. Pacassi modifizierte den Bau, wobei die Einfahrten von der Ost- auf die Nordseite zum Schlossplatz hin verlegt wurden. So wurde es zum kaiserlichen Sommerschloss und war die Lieblingsresidenz von Maria Theresia.
Im Jahr ihrer Heirat 1736 hatte ihr Gemahl Franz Stephan das Schloss Holíč an der ungarisch-mährischen (heute slowakisch-mährischen) Grenze erworben; ab 1749 ließ das kaiserliche Paar die Renaissance-Feste zu einem dreiflügeligen Schloss im theresianischen Stil erweitern, ein Mustergut einrichten und nutzte den Besitz vor allem für Parforcejagden auf Hochwild.
1755 hatte Maria Theresia von den Erben Prinz Eugens das Jagdschloss Schloss Hof erworben. Von 1725 bis 1729 war dort unter der Leitung von Lucas von Hildebrandt ein beschauliches Refugium für Prinz Eugen von Savoyen, das für seine höfischen Feste bekannt war, entstanden. Um für Gäste und Hofstaat Platz zu schaffen, ließ Maria Theresia 1772 das Gebäude um eine Etage aufstocken und gab ihm damit im Wesentlichen das heutige Erscheinungsbild.

### Letzte Jahre und Tod

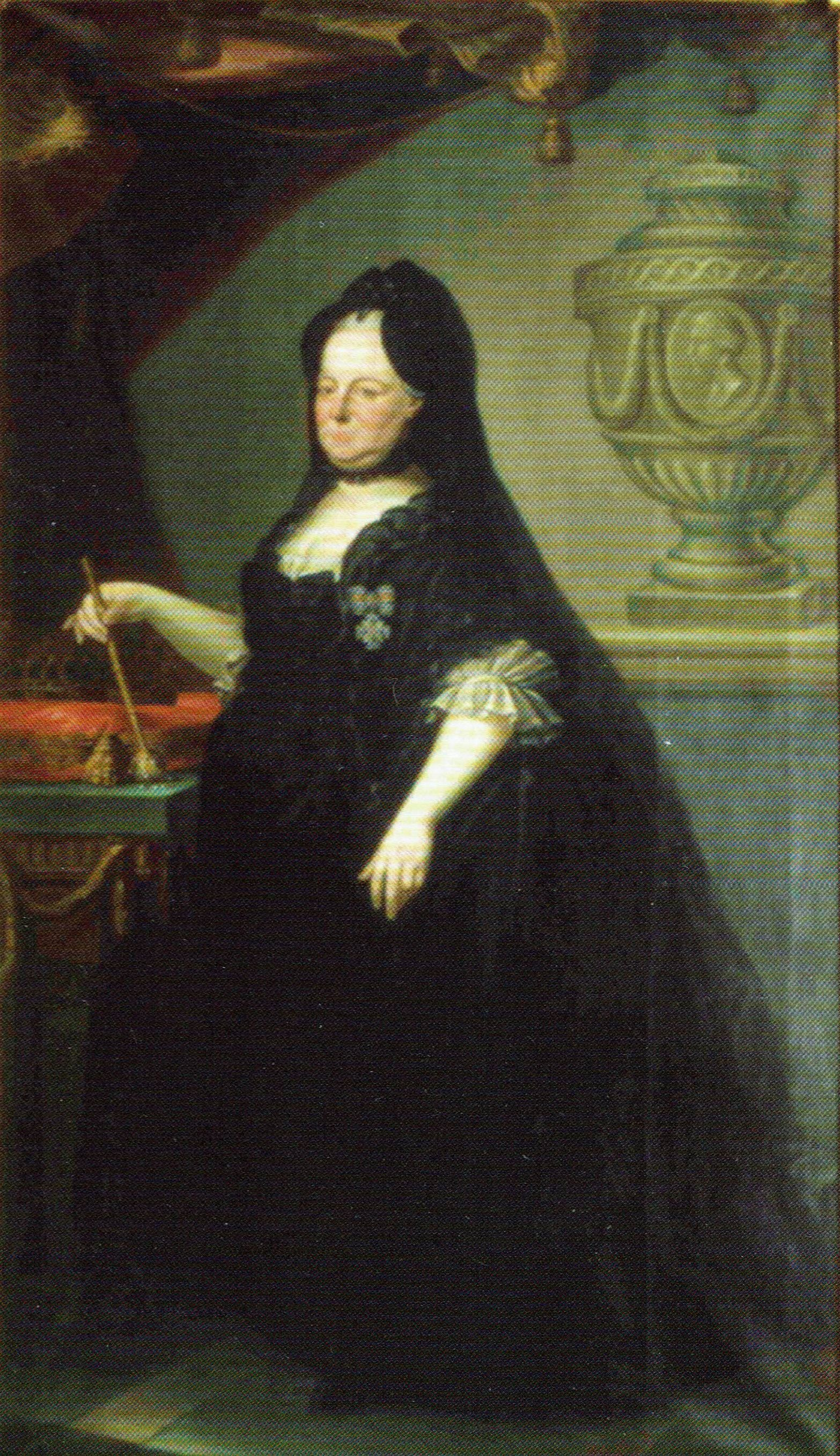
Joseph Rösch: Maria Theresia, um 1775

Der schwerste persönliche Schicksalsschlag war der Tod von Franz Stephan 1765. Sie schrieb: „Ich verlor einen Gatten, einen Freund, den einzigen Gegenstand meiner Liebe.“ Nach seinem Tod trug Maria Theresia nur noch schwarze Witwentracht. In Gedenken an ihren Mann stiftete sie das Damenstift in Innsbruck. Joseph folgte dem Vater als Kaiser nach und war Mitregent von Maria Theresia. Die Beziehung zwischen beiden war konfliktreich. Maria Theresia war bei aller Reformbereitschaft doch stark vom Katholizismus und der barocken Tradition des Hauses Habsburg geprägt. Ganz anders Joseph, der eine Politik im Sinne der Aufklärung verfolgte. Viele Ideen Josephs lehnte Maria Theresia als antikirchlich ab, und der Sohn konnte seine Ziele nicht so ohne weiteres gegen seine Mutter durchsetzen, die nach wie vor die Leitung des Staates innehatte.
Im Mai 1767 war Maria Theresia an den Pocken erkrankt. Nach knapp einer Woche befand sie sich bereits auf dem Weg der Besserung, während die Kaiserin Maria Josepha, ihre Schwiegertochter, starb. 

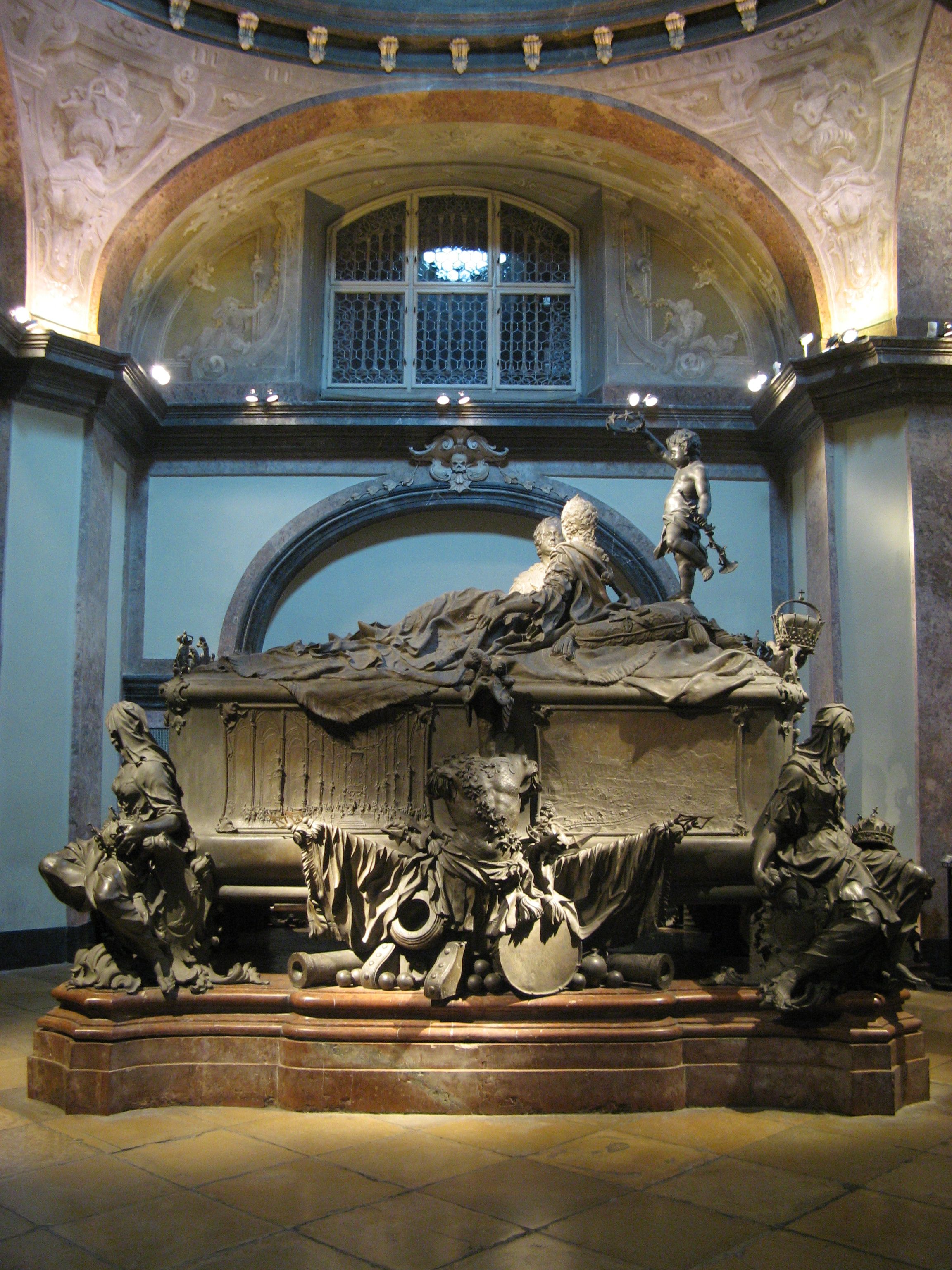
Doppel-Sarkophag von Maria Theresia und Franz Stephan in der Kapuzinergruft

Maria Theresia selbst starb am 29. November 1780 an einer Lungenentzündung. Ihre Bestattung gestaltete sich laut dem Hofprotokoll folgendermaßen: „Der entseelte kai[ser]l[iche] allerhöchste Leichnam, welcher indessen in dem kais[erlichen] Zimmer aufbewahrt blieb, wurden den 30. darauf um 7 Uhr abends geöffnet und balsamiert. Die Exentrierung dauerte von 7 bis 11 Uhr Nachts, wobey der k. k. Protomedicus Kohlhammer gegenwärtig waren. Die Eröffnung und Einbalsamierung geschah durch die kais[erlich] kön[iglichen] Leib Chirurgen Jos[eph] Vanglinghen, Ferdinand von Leber und Anton Rechberger, wobey sich auch der Hofapotheker Wenzel Czerny brauchen liess. Freitags den 1. December früh morgens wurde der Leichnam in der grossen Hofkapelle auf einem 4 Stufen hohen unter einem schwarzen Baldachin errichteten Trauergerüst in der demüthigen Kleidung eines geistlichen Habites exponiert. Zur rechten Hand war der silberne Becher, worin das Herz; zur linken auf dem 3. Staffel abwärts des Hauptes der Kessel mit den Eingeweiden.“ Weiters heißt es im Protokoll: „Sonnabends den 2. wurde nachmittags in feierlicher Weise der Becher mit dem Herzen in die Loretokapelle und nach diesem der Kessel mit den Eingeweiden in die Herzogsgruft zu St. Stephan überbracht. Sonntags den 3. December als an dem zum feierlichen Begräbnis bestimmten Tage“ erfolgte die Beisetzung des Körpers in der Wiener Kapuzinergruft in der „Maria-Theresien-Gruft“ in einem Doppelsarkophag an der Seite ihres 1765 verstorbenen Gemahls. Der vom Wiener Stadtmagistrat organisierte Trauergottesdienst für Maria Theresia im Stephansdom fand hingegen erst im Jänner 1781 statt. Maria Theresia gehört zu jenen 41 Personen, die eine „Getrennte Bestattung“ mit Aufteilung des Körpers auf alle drei traditionellen Wiener Begräbnisstätten der Habsburger (Kaisergruft, Herzgruft, Herzogsgruft) erhielten.

## Titel

Wappen Maria Theresias

Nach dem Tode ihres Gatten Franz I. Stephan 1765 trug Maria Theresia folgenden „Großen Titel“:
Maria Theresia, von Gottes Gnaden römische Kaiserin, Wittib, Königinn zu Hungarn, Böheim, Dalmatien, Croatien, Slavonien, Gallizien, Lodomerien, etc. etc., Erzherzoginn zu Österreich, Herzoginn zu Burgund, zu Steyer, zu Kärnten und zu Crain, Großfürstin zu Siebenbürgen, Marggräfin zu Mähren, Herzoginn zu Braband, zu Limburg, zu Luxemburg und zu Geldern, zu Württemberg, zu Ober- und Nieder-Schlesien, zu Mailand, zu Mantua, zu Parma, zu Piacenza und Guastalla, Fürstinn zu Schwaben, gefürstete Gräfinn zu Habsburg, zu Flandern, zu Tirol, zu Hennegau, zu Kyburg, zu Görz und Gradisca, Markgräfinn des Heiligen Römischen Reiches zu Burgau, zu Ober- und Nieder Lausitz, Gräfinn zu Namur, Frau auf der Windischen Mark und zu Mecheln etc., verwittibte Herzoginn zu Lothringen und Baar, Großherzoginn zu Toskana, etc.
Schon nachdem ihr Mann 1745 die Kaiserwürde erhalten hatte, wurde die Bezeichnung Kaiserin von ihr selbst und anderen verwendet. Neben den anderen Titeln wurde sie als Kaiserin Maria Theresia oder Maria Theresia von Österreich bezeichnet, wobei letzteres oft auch für Maria Teresa de Austria, Infantin von Spanien, und Königin von Frankreich (1638–1683) verwendet wird. Erst nachdem 1804 das Erb-Kaisertum Österreich begründet worden war, bezeichnete man sie als Maria Theresia, Kaiserin von Österreich, Kaiserin Maria Theresia von Österreich oder österreichische Kaiserin Maria Theresia.

## Nachkommen
Aus der Ehe mit dem römisch-deutschen Kaiser Franz I. Stephan gingen 16 Kinder hervor, von denen sechs noch zu Lebzeiten ihrer Mutter starben:
1. Maria Elisabeth (1737–1740)
2. Maria Anna (1738–1789), Äbtissin in Prag, lebte später in Klagenfurt
3. Maria Karolina (1740–1741)
4. Joseph II. (1741–1790) ⚭ 1760 Prinzessin Isabella von Parma, Tochter Herzog Philipps von Parma, Piacenza, Guastalla; ⚭ 1765 Prinzessin Maria Josepha von Bayern, Tochter Kaiser Karls VII.
5. Maria Christina (1742–1798), Statthalterin der Niederlande ⚭ 1766 Albert Kasimir von Sachsen, Herzog von Teschen
6. Maria Elisabeth (1743–1808), Äbtissin in Innsbruck
7. Karl Joseph (1745–1761), Erzherzog
8. Maria Amalia (1746–1804) ⚭ 1769 Herzog Ferdinand von Parma, Sohn Herzog Philipps von Parma, Piacenza, Guastalla
9. Leopold II. (1747–1792) ⚭ 1765 Infantin Maria Ludovica von Spanien aus dem Hause Bourbon von Spanien, Tochter König Karls III.
10. Maria Karolina (1748–1748) Erzherzogin
11. Johanna Gabriela (1750–1762), verlobt mit König Ferdinand I. von Bourbon-Sizilien
12. Maria Josepha (1751–1767), verlobt mit König Ferdinand I. von Bourbon-Sizilien
13. Maria Karolina (1752–1814) ⚭ 1768 König Ferdinand I. von Bourbon-Sizilien, Sohn König Karls III. von Spanien
14. Ferdinand Karl Anton (1754–1806) ⚭ 1771 Herzogin Maria Beatrice d’Este, Erbtochter des Herzogs Herkules’ III. von Modena
15. Marie-Antoinette (Maria Antonia) (1755–1793) ⚭ 1770 Ludwig (1754–1793), Dauphin, seit 1774 als Ludwig XVI. König von Frankreich, Sohn des Dauphin Louis von Frankreich
16. Maximilian Franz (1756–1801), Erzbischof und Kurfürst von Köln

## Ahnentafeln
| Ahnentafel Kaiserin Maria Theresia | Ahnentafel Kaiserin Maria Theresia                                                               | Ahnentafel Kaiserin Maria Theresia                                                               | Ahnentafel Kaiserin Maria Theresia                                                                    | Ahnentafel Kaiserin Maria Theresia                                                                    | Ahnentafel Kaiserin Maria Theresia                                                                                      | Ahnentafel Kaiserin Maria Theresia                                                                                      | Ahnentafel Kaiserin Maria Theresia                                                                                      | Ahnentafel Kaiserin Maria Theresia                                                                                      |
| ---------------------------------- | ------------------------------------------------------------------------------------------------ | ------------------------------------------------------------------------------------------------ | --- | --- | --- | --- | --- | --- |
| Alt-Eltern                         | Kaiser Ferdinand II. (1578–1637) ⚭ 1600 Maria Anna von Bayern (1574–1616)                        | König Philipp III. (Spanien) (1578–1621) ⚭ 1599 Margarete von Österreich (1584–1611)             | Pfalzgraf Wolfgang Wilhelm (Pfalz-Neuburg) (1578–1653) ⚭ 1613 Magdalene von Bayern (1587–1628)        | Landgraf Georg II. (Hessen-Darmstadt) (1605–1661) ⚭ 1627 Sophie Eleonore von Sachsen (1609–1671)      | Fürst August II. (Braunschweig-Wolfenbüttel) (1579–1666) ⚭ 1623 Dorothea von Anhalt-Zerbst (1607–1634)                  | Herzog Friedrich (Schleswig-Holstein-Norburg) (1581–1658) ⚭ 1632 Eleonore von Anhalt-Zerbst (1608–1681)                 | Graf Joachim Ernst von Oettingen-Oettingen (1612–1659) ⚭ 1638 Anna Dorothea von Hohenlohe (1621–1643)                   | Herzog Eberhard III. (Württemberg) (1614–1674) ⚭ 1637 Anna Katharina Dorothea von Salm-Kyrburg (1614–1655)              |
| Urgroßeltern                       | Kaiser Ferdinand III. (1608–1657) ⚭ 1631 Maria Anna von Spanien (1606–1646)                      | Kaiser Ferdinand III. (1608–1657) ⚭ 1631 Maria Anna von Spanien (1606–1646)                      | Kurfürst Philipp Wilhelm (Pfalz) (1615–1690) ⚭ 1653 Elisabeth Amalie von Hessen-Darmstadt (1635–1709) | Kurfürst Philipp Wilhelm (Pfalz) (1615–1690) ⚭ 1653 Elisabeth Amalie von Hessen-Darmstadt (1635–1709) | Herzog Anton Ulrich (Braunschweig-Wolfenbüttel) (1633–1714) ⚭ 1656 Elisabeth Juliane von Holstein-Norburg (1634–1704)   | Herzog Anton Ulrich (Braunschweig-Wolfenbüttel) (1633–1714) ⚭ 1656 Elisabeth Juliane von Holstein-Norburg (1634–1704)   | Fürst Albrecht Ernst I. von Oettingen-Oettingen (1642–1683) ⚭ 1665 Christine Friederike von Württemberg (1644–1674)     | Fürst Albrecht Ernst I. von Oettingen-Oettingen (1642–1683) ⚭ 1665 Christine Friederike von Württemberg (1644–1674)     |
| Großeltern                         | Kaiser Leopold I. (1640–1705) ⚭ 1676 Eleonore Magdalene Therese von der Pfalz (1655–1720)        | Kaiser Leopold I. (1640–1705) ⚭ 1676 Eleonore Magdalene Therese von der Pfalz (1655–1720)        | Kaiser Leopold I. (1640–1705) ⚭ 1676 Eleonore Magdalene Therese von der Pfalz (1655–1720)             | Kaiser Leopold I. (1640–1705) ⚭ 1676 Eleonore Magdalene Therese von der Pfalz (1655–1720)             | Herzog Ludwig Rudolf (Braunschweig-Wolfenbüttel) (1671–1735) ⚭ 1690 Christine Luise von Oettingen-Oettingen (1671–1747) | Herzog Ludwig Rudolf (Braunschweig-Wolfenbüttel) (1671–1735) ⚭ 1690 Christine Luise von Oettingen-Oettingen (1671–1747) | Herzog Ludwig Rudolf (Braunschweig-Wolfenbüttel) (1671–1735) ⚭ 1690 Christine Luise von Oettingen-Oettingen (1671–1747) | Herzog Ludwig Rudolf (Braunschweig-Wolfenbüttel) (1671–1735) ⚭ 1690 Christine Luise von Oettingen-Oettingen (1671–1747) |
| Eltern                             | Kaiser Karl VI. (1685–1740) ⚭ 1708 Elisabeth Christine von Braunschweig-Wolfenbüttel (1691–1750) | Kaiser Karl VI. (1685–1740) ⚭ 1708 Elisabeth Christine von Braunschweig-Wolfenbüttel (1691–1750) | Kaiser Karl VI. (1685–1740) ⚭ 1708 Elisabeth Christine von Braunschweig-Wolfenbüttel (1691–1750)      | Kaiser Karl VI. (1685–1740) ⚭ 1708 Elisabeth Christine von Braunschweig-Wolfenbüttel (1691–1750)      | Kaiser Karl VI. (1685–1740) ⚭ 1708 Elisabeth Christine von Braunschweig-Wolfenbüttel (1691–1750)                        | Kaiser Karl VI. (1685–1740) ⚭ 1708 Elisabeth Christine von Braunschweig-Wolfenbüttel (1691–1750)                        | Kaiser Karl VI. (1685–1740) ⚭ 1708 Elisabeth Christine von Braunschweig-Wolfenbüttel (1691–1750)                        | Kaiser Karl VI. (1685–1740) ⚭ 1708 Elisabeth Christine von Braunschweig-Wolfenbüttel (1691–1750)                        |
| Maria Theresia (1717–1780)         |                                                                                                  |                                                                                                  | | | | | | |

### Weibliche Ahnenreihe seit Albrecht I. ⚭ Elisabeth von Kärnten
- Elisabeth von Kärnten, Görz und Tirol (* 1262, † 1313) ⚭ Albrecht I von Österreich, Römischer König (* 1255, † 1308, Sohn Rudolfs I. von Habsburg)
- Anna von Österreich (* 1275–1280, † 1327) ⚭ Herman III. von Brandenburg und Coburg = Herman II. von Henneberg und Salzwedel (* 1275–1280, † 1308, Askanier)
- Jutta von Brandenburg und Coburg (* ≈ 1300, † 1353) ⚭ Heinrich VIII. Graf von Henneberg-Schleusingen (* ≈ 1288, † 1347)
- Sophie von Henneberg (* ≈ 1323, † 1372) ⚭ Albrecht der Schöne, Burggraf von Nürnberg (* ≈ 1319, † 1361, Hohenzollern-Nürnberg)
- Margarethe von Nürnberg (* 1359, † 1389–1391) ⚭ Balthasar, Landgraf von Thüringen, Markgraf von Meissen (* 1336, † 1406, Wettiner)
- Anna von Thüringen (* 1377,† 4 Jul 1395) ⚭ Rudolf III, Kurfürst von Sachsen-Wittenberg († 1419, Askanier)
- Scholastica von Sachsen-Wittenberg (* 1391–1395, † 1463) ⚭ Johann I., Herzog von Sagan (* ≈ 1387, † 1439)
- Margarethe von Sagan (* 1415–1422, † 1491) ⚭ Volrath oder Vollrad II., Graf von Mansfeld (* ≈ 1380, † 1450)
- Margarethe von Mansfeld († 1468) ⚭ Johann II, Graf von Beichlingen († 1485)
- Felicitas von Beichlingen (* 1468, † 1500) ⚭ Ernst IV, Graf von Hohnstein, Herr in Lohra und Klettenberg (* ≈ 1440, † 1508)
- Anna II. von Honstein († 6 Feb 1559) ⚭ Albrecht VII, Graf von Mansfeld-Hinterort (* 1481, † 1560)
- Katharina von Mansfeld-Hinterort (* 1520–1521, † 1582) ⚭ Johann Georg I von Mansfeld-Vorderort, Herr zu Eisleben (* 1515, † 1579)
- Esther von Mansfeld-Vorderort († 1605) ⚭ Georg II, Freiherr zu Criechingen († 1607)
- Anna Katharina von Criechingen († 1638) ⚭ Johann Kasimir von Salm-Kyrburg (* 1577, † 1651)
- Anna Katharina Dorothea von Salm-Kyrburg (* 1614, † 1655) ⚭ Eberhard III., Herzog von Württemberg(-Mömpelgard) (* 1614, † 1674)
- Christine Friederike von Württemberg (* 1644, † 1674) ⚭ Albrecht Ernst I. zu Oettingen-Oettingen (1642–1683)
- Christine Luise von Oettingen-Oettingen (* 1671, † 1747) ⚭ Ludwig Rudolf von Braunschweig-Wolfenbüttel (* 1671, † 1735, Welfe)
- Elisabeth Christine von Braunschweig-Wolfenbüttel (* 1691, † 1750) ⚭ Karl VI., Römischer Kaiser, Erzherzog von Österreich († 1685, † 1740)
- Maria Theresia

### Männliche Ahnenreihe seit Albrecht I. ⚭ Elisabeth von Kärnten
- Albrecht I von Österreich, Römischer König (* 1255, † 1308) ⚭ Elisabeth von Kärnten, Görz und Tirol (* 1262, † 1313)
- Albrecht II. von Österreich (* 1298, † 1358) ⚭ Johanna von Pfirt (Jeanne de Ferrette) (* 1300, † 1351)
- Leopold III. von Österreich (* 1351, † 1386) ⚭ Viridis Visconti (* 1352, † 1414)
- Ernst I. von Österreich (* 1377, † 1424) ⚭ Cymburgis von Masowien (* 1394, † 1429)
- Friedrich III., Römischer Kaiser, Erzherzog von Österreich (* 1415, † 1493) ⚭ Eleonore Helena von Portugal (* 1436, † 1467)
- Maximilian I., Römischer Kaiser, Erzherzog von Österreich (* 1459, † 1519) ⚭ Maria von Burgund (* 1457, † 1482)
- Philipp I. der Schöne, von Burgund (* 1478, † 1506) ⚭ Johanna von Kastilien, die wahnsinnige (* 1479, † 1555)
- Ferdinand I. von Burgund, Römischer Kaiser (* 1503, † 1564) ⚭ Anna von Böhmen und Ungarn (* 1503, † 1547)
- Karl (II.) von Innerösterreich (* 1540, † 1590) ⚭ Maria Anna von Bayern (* 1551, † 1608)
- Ferdinand II. von Österreich, Römischer Kaiser, Erzherzog von Österreich (* 1578, † 1637) ⚭ Maria Anna von Bayern (* 1574, † 1616)
- Ferdinand III. von Österreich, Römischer Kaiser, Erzherzog von Österreich (* 1608, † 1657) ⚭ Maria Anna von Spanien (* 1606, † 1646), Cousine
- Leopold I. von Österreich, Römischer Kaiser, Erzherzog von Österreich (* 1640, † 1705) ⚭ Eleonore Magdalene von der Pfalz (* 1655, † 1720)
- Karl VI., Römischer Kaiser, Erzherzog von Österreich (* 1685, † 1740) ⚭ Elisabeth Christine von Braunschweig-Wolfenbüttel (* 1691, † 1750)
- Maria Theresia

## Würdigungen
Seit ihrem Wirken wurde die Regentin durch verschiedene Benennungen geehrt. Daneben sind ihr Ausstellungen, Bücher und Filme gewidmet.

### Maria-Theresien-Zimmer

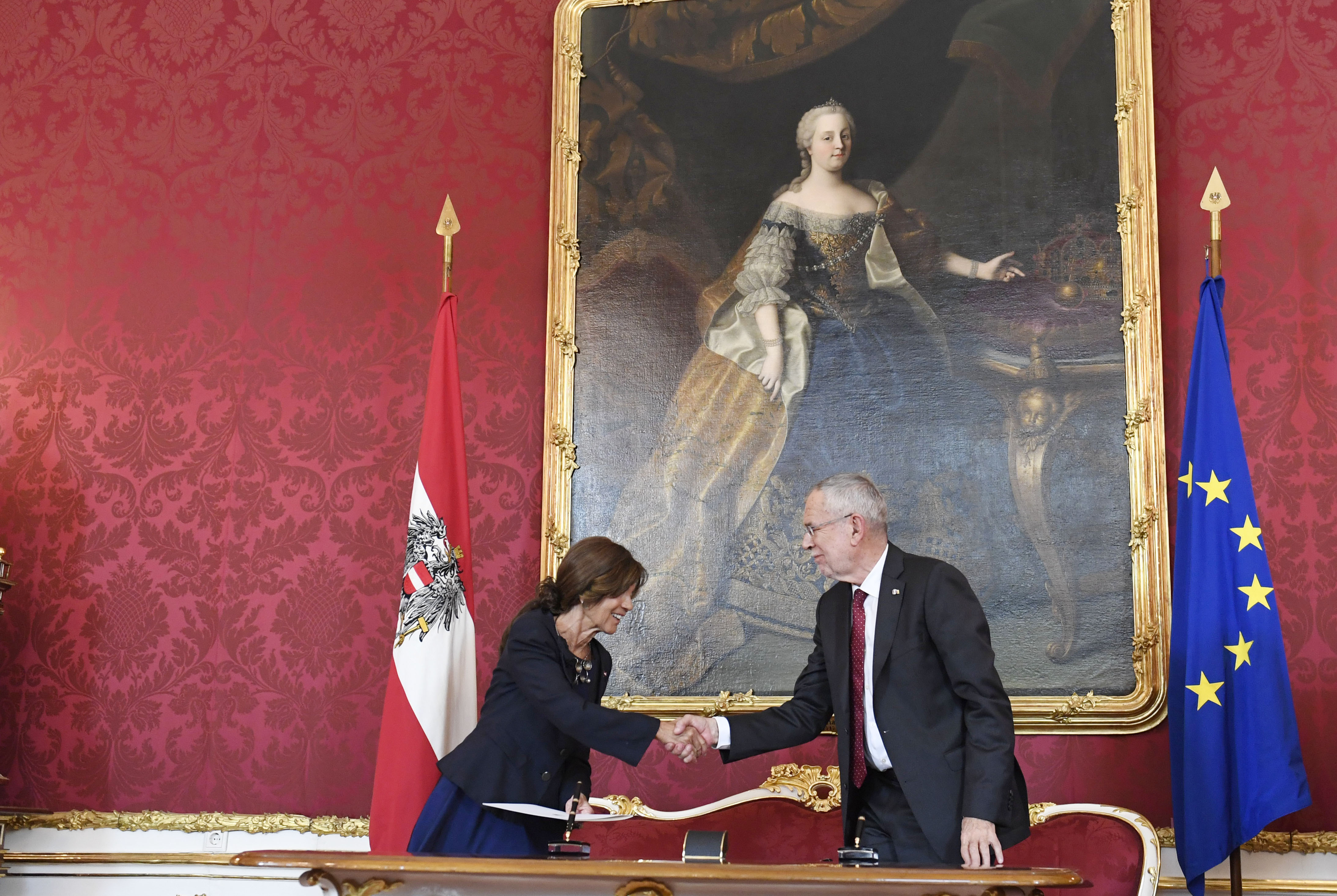
Standbild Maria Theresiä in ihrem Zimmer in der Hofburg – Angelobung Brigitte Bierlein durch Alexander Van der Bellen (2019)

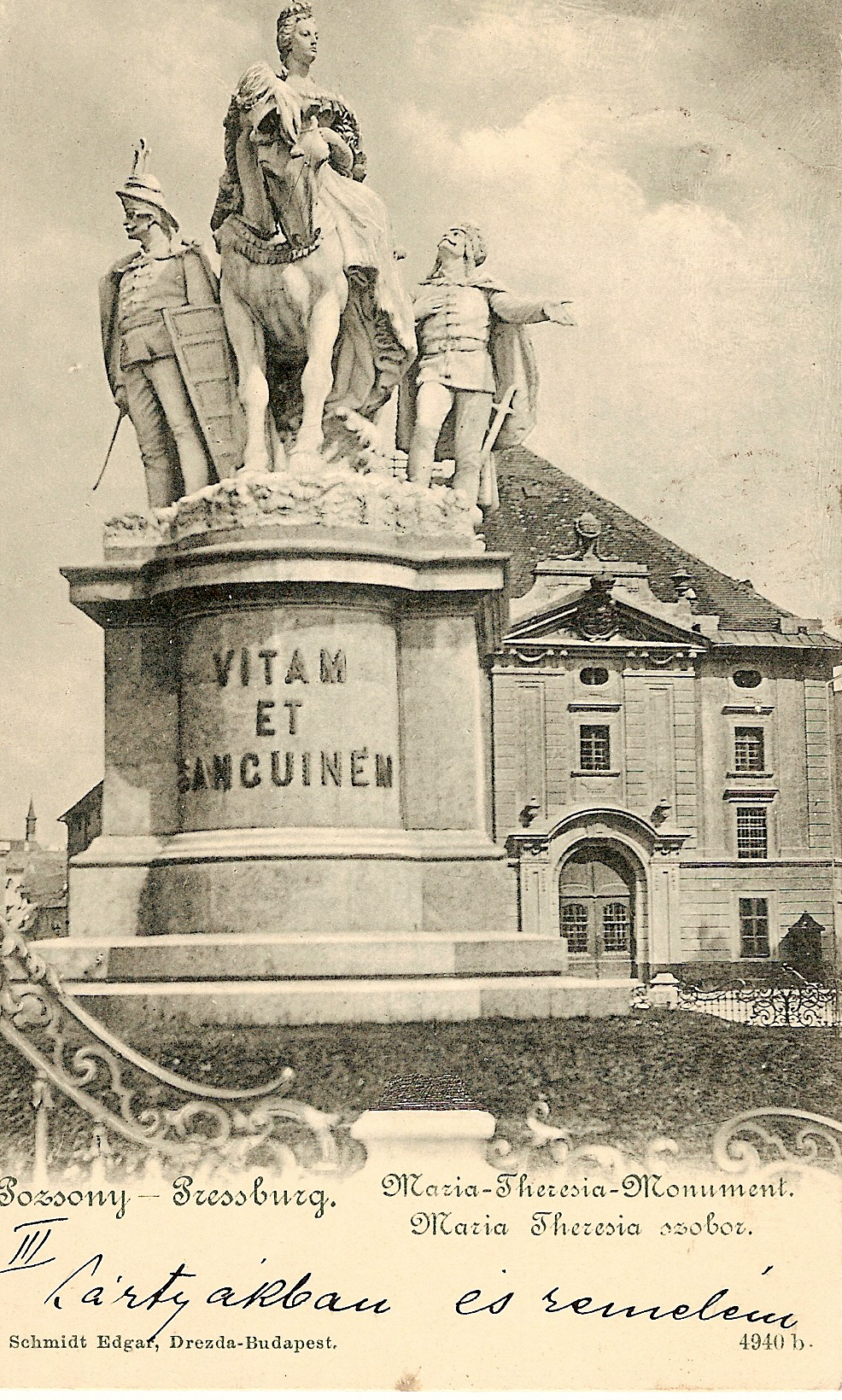
Das von Johann Fadrusz gestaltete Maria-Theresien-Denkmal in Preßburg (eingeweiht 1897) wurde im Jahre 1921 durch tschechoslowakische Legionäre zerstört.

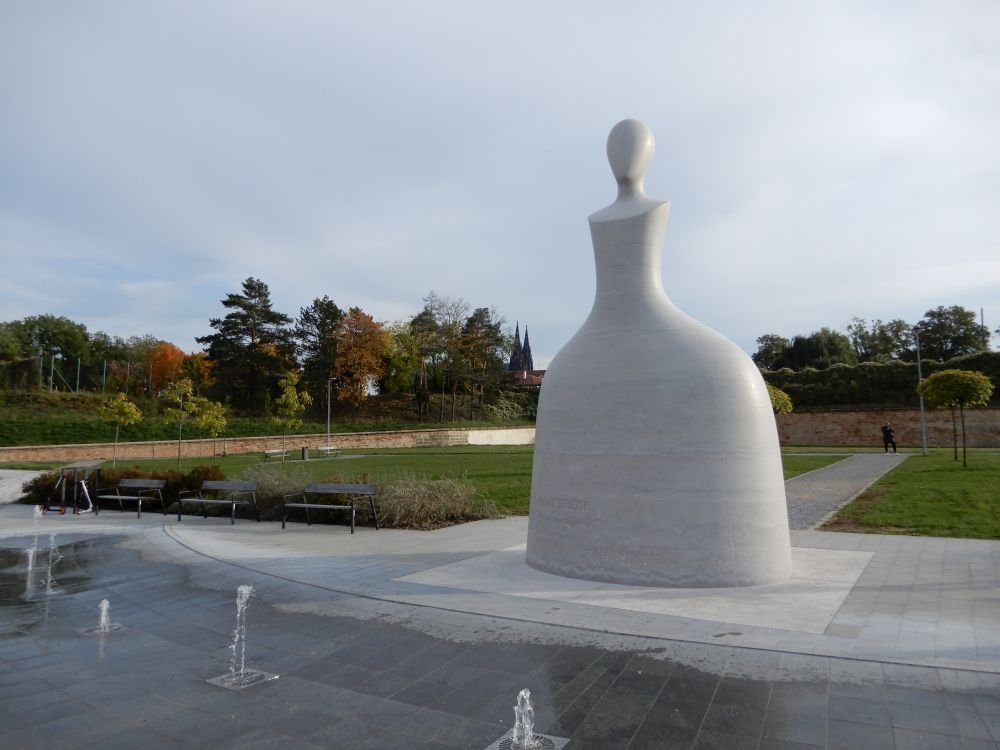
Modernes Maria-Theresien-Denkmal in Prag

In dem nach ihr benannten Raum, vor ihrem Stehbild finden in der Hofburg die bedeutendsten Zeremonien und Empfänge des Bundespräsidenten statt.

### Geographie
- Maria-Theresiopel war 1740–1918 der Name des heutigen Subotica im jetzigen Serbien.
- Terézváros (deutsch „Theresienstadt“) heißt seit 1777 der VI. Bezirk von Budapest.
- Borgo Teresiano („Theresienvorstadt“), das ab 1749 errichtete heutige Stadtzentrum von Triest.
- Theresienfeld, 1763 durch die Kaiserin gegründete Gemeinde bei Wiener Neustadt in Niederösterreich.
- Ebenso wurden verschiedene Orte namens Terezín auf dem Gebiet des heutigen Tschechien zumeist schon während der Herrschaft der Regentin gegründet.
- Das Maria-Theresia-Riff (auch Maria-Theresia-Insel) ist eine Phantominsel im südlichen Pazifik, die vorgeblich um 1844 von US-amerikanischen Walfängern entdeckt wurde.

### Gebäude
- Das Maria-Theresien-Schlössel, Jagdschloss und ehemaliger Eigenbesitz der Herrscherin
- die Maria-Theresien-Kaserne (seit 1967) des Österreichischen Bundesheeres in Wien
- die Maria-Theresien-Kaserne (ung. „Maria Terézia Laktanya“, errichtet 1845) in Budapest
- das auf die Kaiserin selbst zurückgehende Theresienbad in Wien-Meidling

### Kriegsschiff
- der Panzerkreuzer Kaiserin und Königin Maria Theresia der k.u.k Kriegsmarine

### Münzen
- Der Maria-Theresien-Taler ist eine seit 1741 geprägte historische Münze, die im Orient und Afrika bis ins frühe 20. Jahrhundert in Gebrauch war und bis heute als Silbermünze geprägt wird.
- 1980 wurde eine österreichische 500-Schilling-Münze anlässlich des 200. Todestages der Kaiserin geprägt.

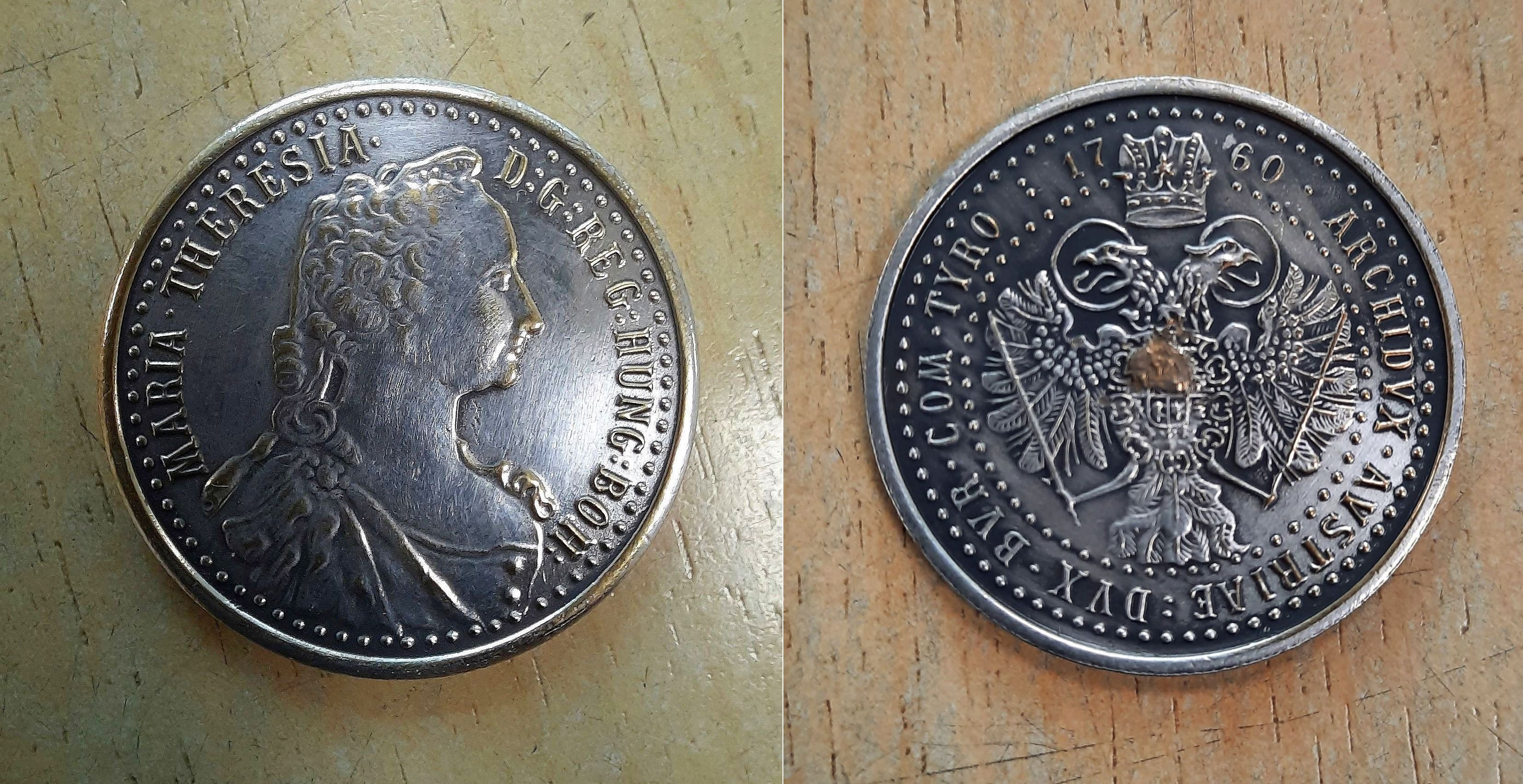
Maria-Theresia-Münze aus dem Jahre 1760
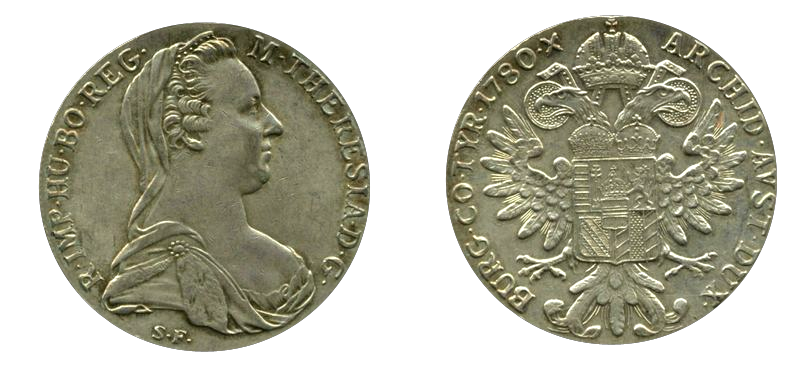
Maria-Theresien-Taler
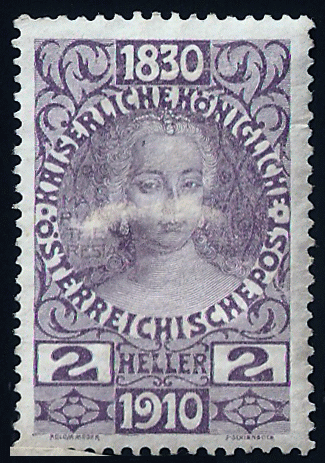
Briefmarke von 1910

### Musik
Die 48. Symphonie (1769) von Joseph Haydn trägt den nicht vom Komponisten stammenden Beinamen Maria Theresia.

### Straßennamen, Denkmäler (Auswahl)
- Maria-Theresien-Straße in Wien Innere Stadt bzw. Alsergrund (1870) und der Maria-Theresien-Platz in der Inneren Stadt (1888).
- Theresienring (Teréz körút), Teil des Großen Rings, eines Boulevards in Budapest.
- Maria-Theresien-Straße in Innsbruck.
- Die Maria-Theresien-Straße in Wels ist die Verlängerung der zentralen Ringstraße nach Südwesten, hier entstand das erste Gebäude der Welser Sparkasse und des Landesgerichts Wels, und mit dem Maria-Theresien-Hochhaus 1967 das kurze Zeit höchste Hochhaus Österreichs.
- Maria-Theresien-Denkmal zwischen Kunst- und Naturhistorischem Museum mit den beigeordneten vier Tritonen- und Najadenbrunnen (UNESCO-Welterbe).
- Maria-Theresien-Denkmal im Park Marie Terezie in Prag, errichtet im Jahr 2020.[56]

### Veranstaltungen, Ausstellungen, Bücher
Seit 1995 findet im kroatischen Bjelovar ein Volksfest names Terezijana statt.
2017 fanden zum 300. Geburtstag Maria Theresias Ausstellungen in Wien und Niederösterreich statt. Zugleich brachte Barbara Stollberg-Rilinger eine neue, wissenschaftlich erarbeitete Biografie heraus.

### Filme
In den meisten Filmen kam die Kaiserin stets nur als historische Nebenfigur vor, beispielsweise in den Verfilmungen des Lebens ihrer Tochter Marie Antoinette von 1938 oder 2006. In letzterem Film wurde die Rolle der Monarchin von Marianne Faithfull verkörpert. Auch in der seinerzeit populären Fernsehserie Der Kurier der Kaiserin mit Klausjürgen Wussow kam die Kaiserin in einer etwas verklärten Rolle vor.
Daneben gibt es eine Reihe von Filmen, welche sich mit der Person Maria Theresia beschäftigen und in welchen die Kaiserin die Hauptrolle darstellt:
- 1951: Maria Theresia – Eine Frau trägt die Krone., Spielfilm von Emil-Edwin Reinert mit Paula Wessely in der Hauptrolle
- 1980: Maria Theresia, Fernsehfilm von Kurt Junek mit Ulli Fessl und Marianne Schönauer in der Titelrolle
- 1981: Wie der Mond über Feuer und Blut, Fernsehfilm über das erste Regierungsjahr Maria Theresias von Axel Corti mit Elisabeth Augustin und Friedrich von Thun in den Hauptrollen
- Maria Theresia – Majestät und Mutter, von Monika Czernin für ARTE, ORF, ZDF, Czech Television, 2017.
- 2017–2022: Maria Theresia, österreichisch-tschechische Fernsehserie von Robert Dornhelm mit Marie-Luise Stockinger (Teil 1 und 2), Stefanie Reinsperger (Teil 3 und 4) bzw. Ursula Strauss (Teil 5) in der Titelrolle

### Bühne
- 1903: Maria Theresia, Theaterstück von Franz von Schönthan, Uraufführung am 17. Oktober 1903, Volkstheater, Wien
- 2012: Maria Theresia, Oper von Roland Baumgartner, Uraufführung am 11. Oktober 2012, Slowakisches Nationaltheater, Bratislava
- 2025: Maria Theresia, Musical von Dieter Falk und Paul Falk (Musik), Jonathan Zelter (Liedtexte) und Thomas Kahry (Buch), Uraufführung am 10. Oktober 2025, Ronacher, Wien